# Ту-22
Ту-22 (самолёт «105А», изделие «Ю», изделие «А», по кодификации НАТО: Blinder) — советский дальний тяжёлый сверхзвуковой самолёт конструкции КБ Туполева.
Самолёт строился серийно с 1959 по 1969 год в вариантах бомбардировщика, ракетоносца, разведчика и постановщика помех. Предназначался для замены парка машин Ту-16. В дальнейшем ударные варианты Ту-22 были полностью заменены на различные серии Ту-22М. В то же время, Ту-22 в вариантах разведчика и постановщика помех эксплуатировались вплоть до начала 1990 годов.

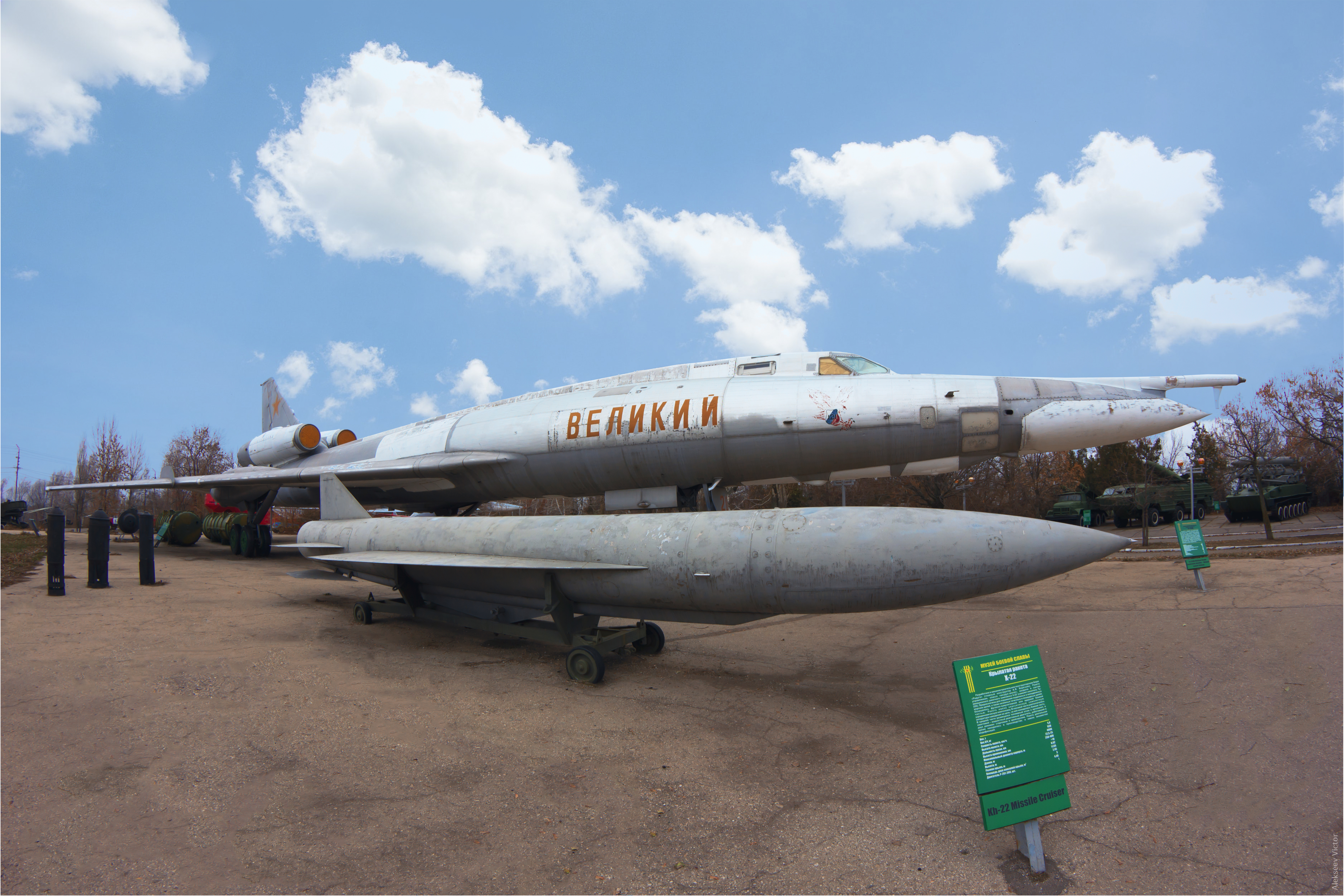
Сверхзвуковой бомбардировщик-ракетоносец ТУ-22КД в парке Победы (Саратов)

Главный конструктор самолёта — С. М. Егер.

## История
В свете новых концептуальных направлений и взглядов на системы вооружений в руководстве СССР, в ОКБ А. Н. Туполева с середины 1950-х годов начались работы по разработке, созданию и освоению новой техники. Работы шли в двух направлениях: внутри ОКБ было создано специализированное подразделение «отдел К», задачей которого стало проектирование беспилотных летательных аппаратов различного назначения. Вторым направлением была разработка на базе проектировавшихся в ОКБ самолётов-носителей ударных авиационно-ракетных комплексов. В последнем случае использовались как наработки по АРК на основе уже запущенного в серию самолёта Ту-16, так и разрабатывался совершенно новый самолёт. Вполне очевидно, что работы по дальнему сверхзвуковому бомбардировщику в СССР велись с оглядкой на потенциального противника — в США с февраля 1953 года на фирме Convair велись работы по созданию сверхзвукового бомбардировщика B-58 «Hustler».
В апреле 1954 года вышло постановление Совета Министров СССР, которое предписывало ОКБ-156 создать трёхместный фронтовой бомбардировщик «98» с максимальной скоростью 1300—1400 км/ч на высоте 10000—11000 м и 1150—1200 км/ч на высоте 6000—7000 м при работе двигателей на максимальном бесфорсажном режиме. Практическая дальность полёта с нормальной бомбовой нагрузкой 3000 кг задавалась не менее 2300 км. Практический потолок над целью — 13000—13500 м. Опытный образец Ту-98 требовалось предъявить на заводские испытания в июле, а на государственные — в декабре 1956 года. В июле самолёт был готов, но не были готовы двигатели АЛ-7Ф, в итоге первый полёт самолёта состоялся только через год — 7 сентября 1956 года. Построенный в единственном экземпляре самолёт в дальнейшем выполнил 37 испытательных полётов, но применяемые технические решения оказались неудачными. В конце 1957 года все полёты на этом самолёте были прекращены.
В соответствии с Постановлением Совета Министров СССР № 1605—726 от 30.07.1954 года в ОКБ была начата параллельная разработка двух дальних бомбардировщиков: самолёта «105» с двигателями ВД-5Ф и самолёта «106» с более мощными двигателями АМ-19 или ВД-9. Проект «105» предусматривал создание сверхзвукового бомбардировщика с возможностью доставки ракетного оружия, проект «106» был рассчитан на перспективу создания более мощных двигателей и проектирование под них самолёта с использовании готовых решений по проекту «105». Оба проекта базировались на конструкции самолёта Ту-16.
Начальное проектирование самолёта «105», выбор его основных параметров осуществлялись в отделе технических проектов под руководством С. М. Егера. Руководство работ по самолёту «105» и его модификациям были возложены на Д. С. Маркова. Рабочее проектирование началось 15 августа 1955 года. Эскизный проект самолёта «105» предъявили заказчику в октябре 1955 года.
Также в период 1956—1957 годов по теме «Комплекс-1» («Исследования возможности создания комплексного радиотехнического оборудования стратегических и дальних бомбардировщиков») ОКБ-156 совместно с НИИ-17 (предприятие п/я 1395, в дальнейшем известное как НПО «Вега») была проведена большая работа по комплексированию бортового оборудования самолёта и снижению его общей массы. В рамках исследований были проанализированы необходимые комплектации самолёта-бомбардировщика, самолёта-носителя и самолёта-радиоэлектронного сопровождения на базе «105». В конце 1957 года по результатам первого этапа НИР «Комплекс-1» был выпущен акт, на основании которого началось проектирование линейки самолётов будущего семейства Ту-22, состоявшего из нескольких специализированных машин, объединённых единой конструкцией базового самолёта.
После утверждения проекта на московском машиностроительном заводе «Опыт» заложили два планера. Один предназначался для статических испытаний в ЦАГИ, второй в августе-сентябре получил двигатели ВД-7М. Монтаж, оборудование и наземные испытания двигателей растянулись на 10 месяцев.
Постановлением СМ № 426—201 от 17.04.1958 года ОКБ Туполева дан официальный старт в направлении создания сверхзвукового самолёта-бомбардировщика на базе проектов «105» и «106».
21 июня 1958 года экипаж в составе лётчика-испытателя Ю. Т. Алашеева, штурмана И. Е. Гавриленко и радиста К. А. Щербакова выполнил на опытном самолёте «105» первый полёт. Дальнейшие испытания выявили явное несоответствие полученных лётных характеристик машины заданным. Формальным прекращением работ по теме «105» стала авария прототипа в 10-м полёте, после которой испытательные полёты были прекращены.
Но ещё с августа 1957 года параллельно с разработкой проекта 105 начались работы по второму прототипу — 105А. В этой машине предполагались серьёзные изменения в плане аэродинамики (в проектировании применили «правило площадей»).
В 1958 году вышло постановление Совета Министров СССР № 426—201 от 17.04.1958 и приказ ГКАТ № 136 от 28.04.1958, которые предписывали ОКБ-156 создать новый сверхзвуковой самолёт-бомбардировщик Ту-22 и авиационно-ракетный комплекс К-22, используя наработки по самолётам «105А» и «106». Самолёт должен был иметь максимальную скорость полёта 1800—2000 км/ч, практическую дальность полёта с тремя тоннами бомб (24 фугасные бомбы ФАБ-100М-46): на сверхзвуковой скорости — 2700—3000 км, на дозвуковой крейсерской скорости — 6000 км; практический потолок над целью на сверхзвуковом режиме — 16000—17000 м. Самолёт должен был быть предъявлен на совместные с ВВС контрольные Государственные испытания в III квартале 1960 года. Также предписывалось ОКБ-156, ОКБ-155 и специальному КБ-1 создать на базе Ту-22 с двигателями НК-6 систему дальнего действия К-22, состоящую из носителя Ту-22К, самолёта-снаряда Х-22 и аппаратуры управления К-22 (К-22У). При этом радиус действия системы должен был составлять 3000 км (на дозвуковой скорости носителя) с минимальным сближением самолёта-носителя с целью — 300—400 км. Для отработки нового двигателя НК-6 предусматривалось создание самолёта-лаборатории на базе опытного самолёта Ту-95/2 (см. Ту-95 § Модификации). В дальнейшем проект «106» трансформировался в совершенно новый самолёт Ту-22М.
Первый полёт самолёт 105А совершил 7 сентября 1959 года. Но уже через три месяца, в седьмом испытательном полёте, 105А разбился.
Несмотря на трудности разработки и испытания, сопровождаемые авариями и катастрофами, 23.04.1960 вышло Постановление СМ № 440—177 «О дальнейшем производстве самолётов Ту-22». Производство нового самолёта было решено развернуть на Казанском авиационном заводе № 22, началась его реконструкция, была построена новая взлётно-посадочная полоса.
К серийному производству самолёт Ту-22 подошёл с недоведённой конструкцией и множественными проблемами технического характера, на устранение которых ушёл не один год.

## Производство
(в качестве источника информации при наполнении раздела использовались официальные отчётные данные Казанского авиазавода № 22, а также целый ряд других источников, прямо связанных с данной темой).
На авиазаводе туполевского КБ № 156 (ММЗ «Опыт», предприятие п/я В-2877) в 1958—1959 гг. было построено два лётных экземпляра и два планера для статических испытаний, так называемая нулевая установочная партия:
- Самолёт 00-00 — первый полёт 21.06.1958. Авария во время десятого испытательного полёта. Самолёт был восстановлен и отправлен в качестве учебного пособия в Иркутское высшее военное авиационное инженерное училище. Разделан на металлолом на аэродроме Бада.
- Самолёт 00-01 — планер для статиспытаний.
- Самолёт 00-02 — первый полёт 07.09.1959. Потерпел катастрофу 21.12.1959 во время испытательного полёта под командованием А. Ю. Алашеева, погибло 2 члена экипажа.
- Самолёт 00-03 — планер для статиспытаний.

Серийные Ту-22 строились на Казанском заводе № 22 с 1959 года по декабрь 1969 года. В процессе производства в документации самолёт первоначально именовался как «изделие А», затем «изделие Ю».
Считается, что всего было построено 311 серийных экземпляров самолёта Ту-22. По архивным данным с Казанского авиазавода и другим авторитетным источникам, эта цифра не соответствует действительности.
Первые машины, построенные на серийном производстве:
- Самолёт Ту-22А № 2019012 — построен 08.1959, первый полёт 21.06.1960. Самолёт для госиспытаний, не имел кормовой пушечной установки, раскрашивался калибровочной разметкой для фото/видеоконтроля испытаний.
- Самолёт Ту-22А № 02 з/н 3019022 (09.1959), опытный экземпляр для совместных испытаний в ЛИИ и Генеральным конструктором. Испытания в общей сложности до сентября 1966 года. После окончания испытаний самолёт передан на учебный аэродром в Иркутское ВВАИУ, где впоследствии утилизирован.

Вторая серия, три самолёта:
- Самолёт 02-01 Ту-22А з/н 4029011 постройки 1959 года, позже отправили на доработки на ММЗ «Опыт». Авария 17.11.1960 г, самолёт разрушен, экипаж жив.
- Самолёт 02-02 Ту-22А з/н 5029025 (год постройки – 1959), доводка двигателей ВД-7М и РЭО. Переделан в Ту-22Р. Катастрофа 08.01.1964 во время испытательного полёта на проверку двигателей ВД-7М.
- Самолёт 02-03 Ту-22А з/н 1029034 (12.1959 год), отработка средств спасения на больших углах атаки. В начале 1962 года переделан в Ту-22Р. Катастрофа 18.04.1962, при испытаниях на сверхзвуковой скорости полёта.

Третья производственная серия, пять машин:
- Самолёт 03-01 Ту-22А № 301, з/н 2039012 (1960 год), испытания оборудования.
- Самолёт 03-02 Ту-22А з/н 3039022 (1960 год), испытания на максимальный вес, исследования элеронов-закрылков, передан в ВВС.
- Самолёт 03-03 Ту-22А з/н 4039031 (1960 год), испытания стартовых ускорителей, ресурсные испытания. Передан в ВВС, эксплуатировался до 1984 года, затем разобран на запчасти.
- Самолёт 03-04 Ту-22А з/н 5039045 (1960 год), испытания по доводке двигателя ВД-7М, затем переоборудован в разведчик
- Самолёт 03-05 Ту-22А № 54 з/н 1032054. Авария при испытаниях, восстановлен, затем переделан в постановщик помех — первый опытный Ту-22П, испытания по программе НИИ ВВС.

Четвёртая серия пять машин:
- Самолёт Ту-22А 04-01, в конце 1961 года переоборудован в Ту-22Р. Авария при испытаниях, продольная раскачка по тангажу, экипаж успешно катапультировался
- Самолёт Ту-22А 04-02.
- Самолёт Ту-22А 04-03 зав. № 1040034. Сгорел 10.10.1961 при наземной гонке двигателя.
- Самолёт Ту-22А 04-04 борт. № 47 з/н 4040041, оборудован новыми двигателями РД-7М2, радио и навигационной системой, испытывался в ЛИИ. Результаты испытаний положительные и приняты к производству. По окончании испытаний борт передан на учебный аэродром в Иркутское ВВАИУ, где утилизирован в 2009 году.
- Самолёт Ту-22А 04-05 переоборудован в опытный постановщик помех.

Пятая серия пять машин:
- Самолёт 05-01 Ту-22А з/н 2050015, Государственные испытания в 1961 году, затем переоборудован в опытный Ту-22Р, 26.02.1962 прибыл в Жуковский
- Самолёт 05-02 (???)
- Самолёт 05-03 (???)
- Серийный 05-04, Ту-22А № 45, з/н 1052043 войсковые испытания с марта 1963 года на базе 203-го бомбардировочного АП. В апреле 1966 года был передан на учебный аэродром в Иркутское инженерное училище
- Ту-22А № 32 з/н 5050051, серийный № 05-05, построен в 1962 году. Это 20-й серийный самолёт в варианте «А», 28.09.1962 передан ВВС, где участвовал в испытаниях вооружения. Последний полёт состоялся 27.10.1965 в Монине, на учебно-аэродромную базу ВВИА им. Н. Е. Жуковского. 18.02.1977 прибыл в музей ВВС. Общий налёт борта 350 часов.

Шестая производственная серия:
- Самолёт Ту-22Р № 06 з/н 3062012, переделан в опытный Ту-22У
- Самолёт Ту-22Р з/н 3062022, переделан во второй опытный Ту-22У
- Серийный 06-03 Ту-22Р (???)
- Самолёт серийный номер 06-04, зав № 5060045, борт № 24, первый опытный ракетоносец Ту-22К
- Самолёт серийный номер 06-05, зав № 1062054, второй опытный ракетоносец Ту-22К, после испытаний передан в качестве учебного пособия в Ачинское военное авиационное техническое училище.
- Самолёт 06-09 — переоборудован в опытный Ту-22К-ПСН в 1968 году для испытаний ракетной системы К-22П (К-22ПСН) с ракетой Х-22П (затем Х-22ПМ), оснащённой пассивной противорадиолокационной головкой самонаведения.

Далее (с седьмой серии) самолёты целенаправленно строились для комплектования частей ДА ВВС, некоторая часть машин была переоборудована на стадии производства, но в основном все машины проходили комплекс доработок на авиаремонтных предприятиях. В серии как правило было по пять самолётов.
- Самолёт 09-01 Ту-22Р № 50 — в 1963 году переоборудован в опытный Ту-22РД
- Самолёт 28-05 Ту-22РД № 69 з/н 4284051 прототип варианта «РД», доработан до «РДМ»
- Самолёт 30-01 — первый серийный Ту-22РД
- Самолёт 31-05 — первый серийный Ту-22УД
- Самолёт Ту-22РД борт № 05, сер. 41-05 переоборудован в летающую лабораторию, использовалась в ЛИИ до 1987 года

По годам (информация с КАПО):
- 1960 — 12 самолётов с 1-й по 5-ю серии (требует уточнения)
- 1961 — По годовой отчётности завода построено или переоборудовано 10 самолётов Ту-22А и два Ту-22Р.
- 1962 — По отчётности завода № 22 построено 32 самолёта и переоборудовано 5. Серии с 5 по 9 (по другим данным по 10 сер.)
- 1963 — С 11 по 19 серии (два самолёта 10-й серии требуют уточнения)
- 1964 — 20-29 серии, самолётов ???. Завод отчитался за 43 Ту-22Р, 2 Ту-22КЗА и 5 Ту-22У (но сюда входит (?) переделка серийных в другие модификации)
- 1965 — С 30-й по 37-ю серии (самолётов ???)
- 1966 — 38-44 серия (количество бортов ???)
- 1967 — Серии 45-55, 35 машин
- 1968 — 24 самолёта, 55-60 серии
- 1969 — 16 самолётов серии с 61-64 (в основном модификация «УД)»

Последний построенный самолёт — единственный в 64-й серии, после него производство было прекращено.
Стоимость одного самолёта Ту-22 № 1029034 составила 2 миллиона 775 тысяч 134 руб (из письма ГК ВВС Вершинина, адресованное Главному арбитру Госарбитража при СМ СССР от 14.02.1963 по поводу возмещения стоимости потерянного при незапланированных договором испытаниях самолёта (РГАЭ, фонд 29, оп.1, Дело N 2863, стр. 1)).

## Эксплуатация

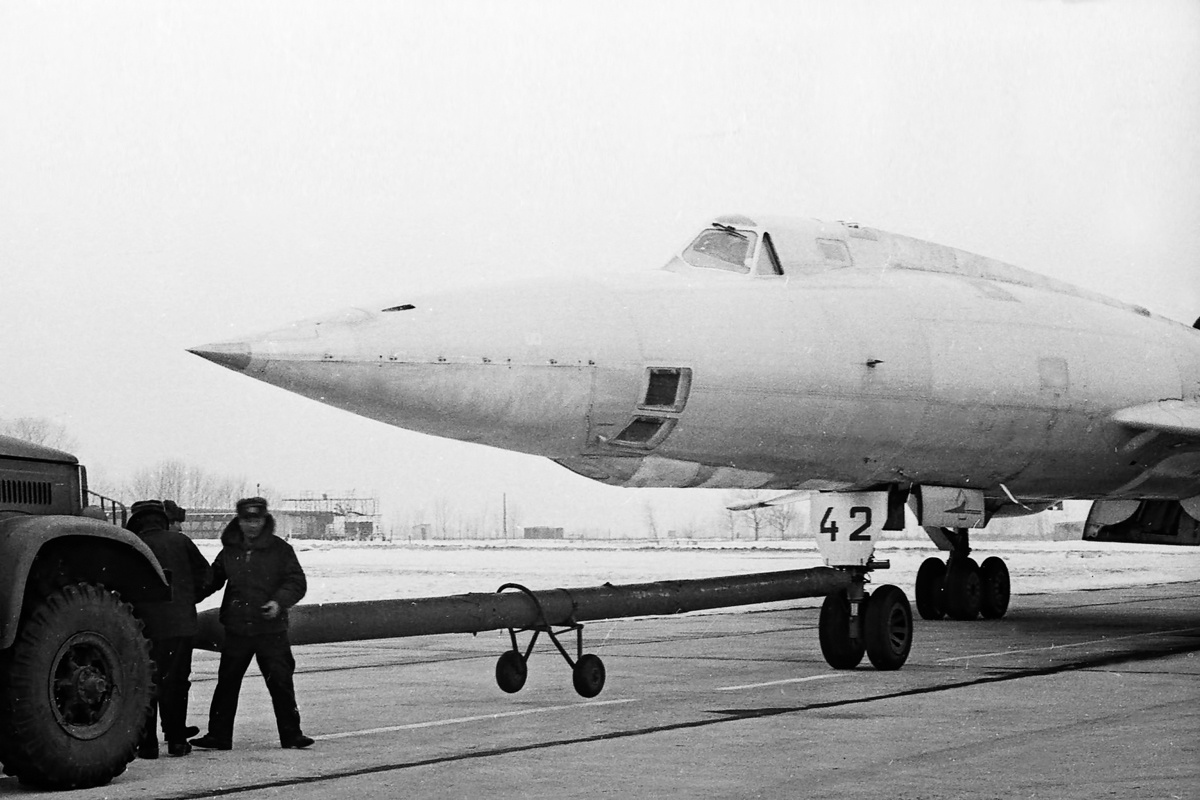
Буксировка самолёта, аэродром Нежин, 1980-е годы

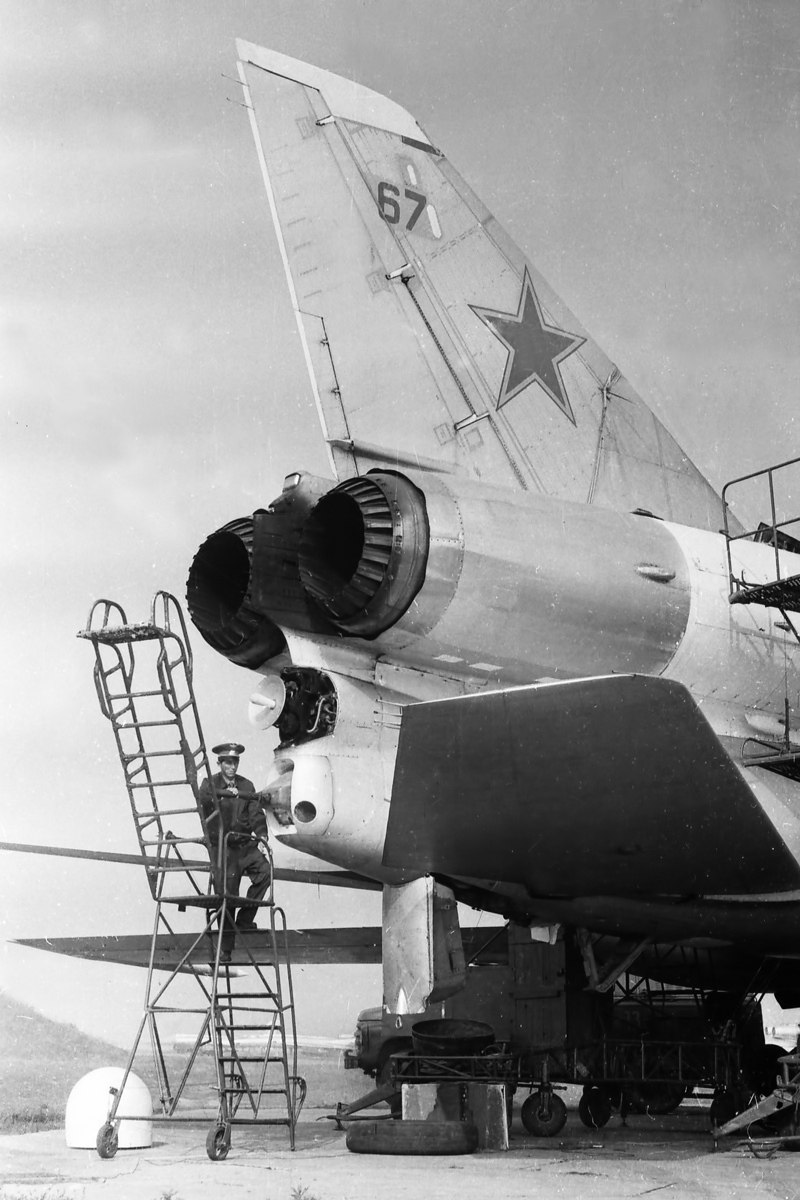
Обслуживание самолёта, аэродром Нежин, 1980-е годы

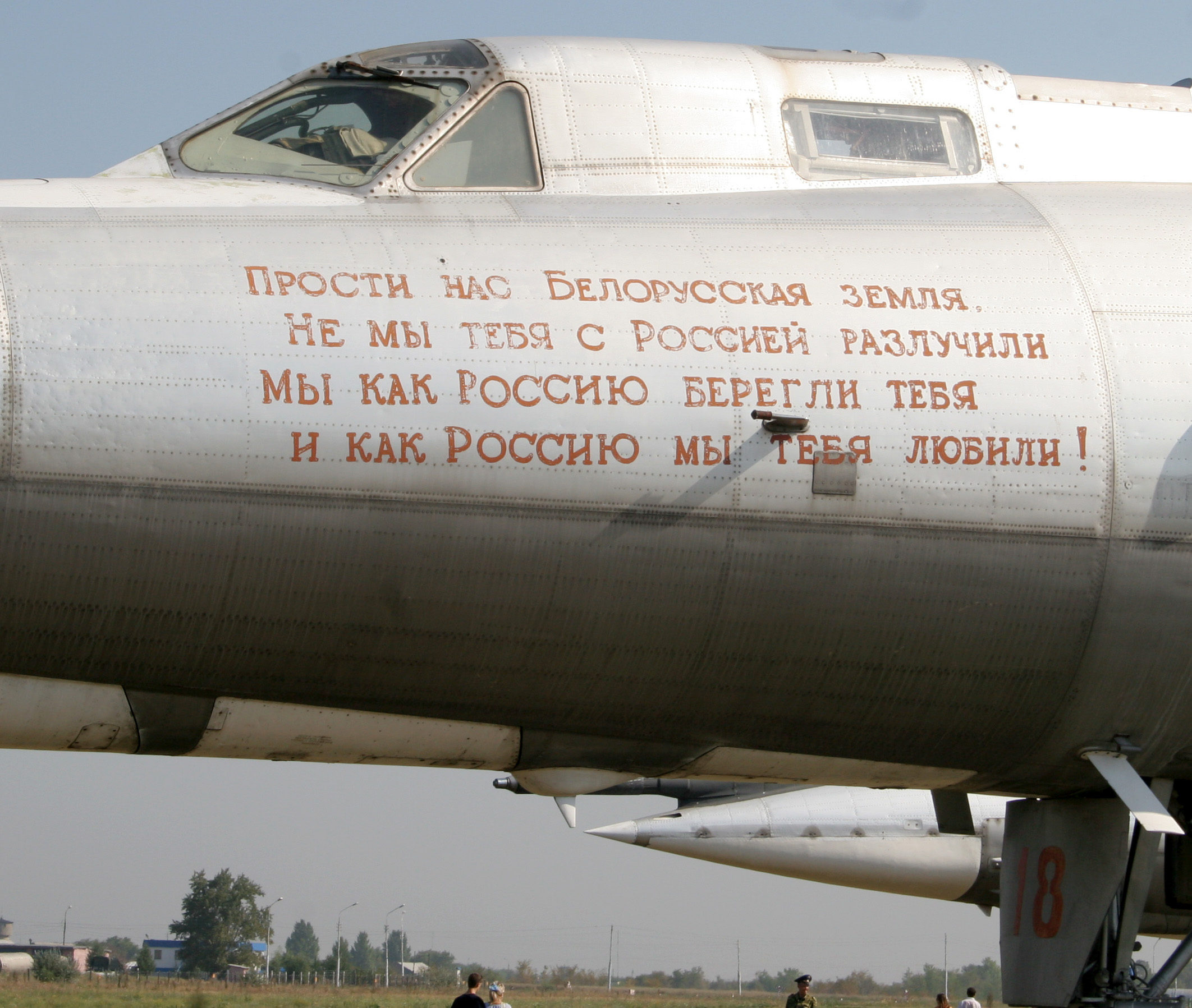
Ту-22 в Музее авиабазы Энгельс

Первые серийные самолёты стали поступать в части ВВС СССР начиная с 1962 года (15-й отдельный дальнеразведывательный авиационный полк ВВС Балтийского флота, самолёты Ту-22Р).
Опытная эксплуатация:

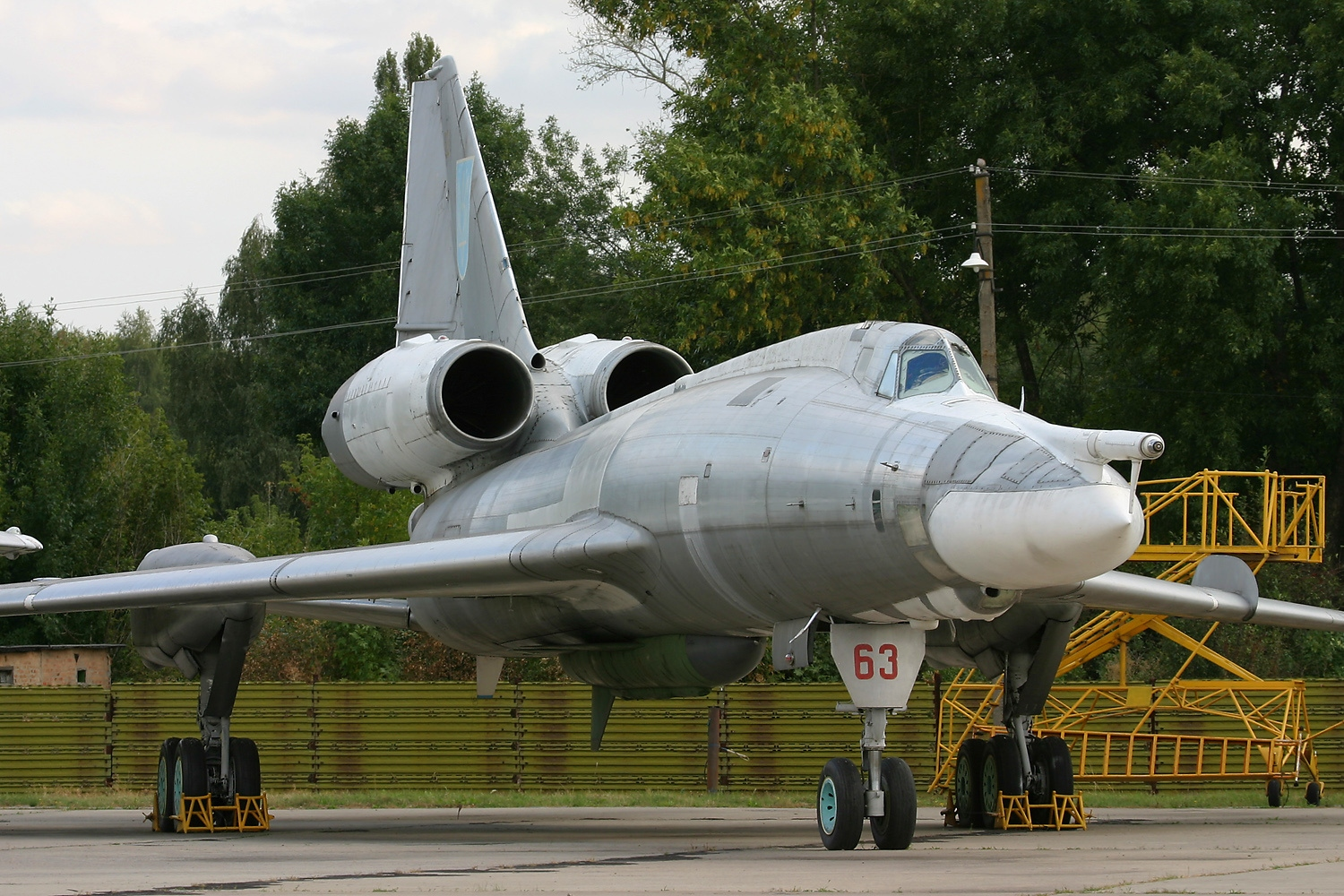
Ту-22КД в Полтавском музее дальней и стратегической авиации

- 8-й ГНИИ ВВС в/ч 18374 (Ахтубинск)
- 43-й ЦБП и ПЛС ДА в/ч 74386 (Дягилево)

Строевые авиационные полки на Ту-22 дислоцировались только в европейской части страны. Самолёты Ту-22 в разное время эксплуатировались:
- 341-й ТБАП в/ч 27882 (Озёрное), с 1965 по 1997 г.
- 121-й гв. ТБАП в/ч 15486 (Мачулищи), эксплуатация с 1964 по 1994 г.
- 203-й ТБАП в/ч 26355 (Барановичи), эксплуатация с 1962 по 1994 г.
- 199-й ОДРАП в/ч 13656 Нежин, с 1965 по 1998 г.
- 290-й ОДРАП в/ч 65358 в Зябровке. Эксплуатация с 1964 по 1994 г.
- Учебный авиационный центр в/ч 65358-У (Зябровка). Отдельная учебная авиационная эскадрилья центрального подчинения (с 1986 года до конца), своих самолётов не имела.
- 30-й ОДРАП ВВС ЧФ в/ч 56126, Саки-4, затем Октябрьское. Эксплуатация Ту-22 с 1965 по 1993 г. Затем полк переформирован в 198-ю отдельную дальнеразведывательную авиационную эскадрилью (12 экипажей). Эскадрилья расформирована в 1995 году.
- 15-й ОДРАП ВВС БФ в/ч 49206 (Чкаловск). С 1962 г. по июнь 1989 г. Затем полк переучился на Су-24.
- 444-й ТБАБ, Воздвиженка. Полк был переучен в 1968 году на Ту-22, получено шесть самолётов. Согласно решению Генерального штаба ВС СССР в последний момент перевооружение полка было прекращено, полученные самолёты переданы в другие части, полк вернулся к эксплуатации Ту-16.
- 6212-я база ликвидации авиационной техники в/ч 25855, Энгельс. Разделка Ту-22 с 1993 года.

Зарубежные эксплуатанты:
- Ирак: 7 Sqn — Al-Taqaddum AB, с 1974 года (12+2) Ту-22Б+У
- Ливия: 1110 Sqn — Al-Jufra/Hun AB, с 1976 года (10+2) Ту-22Б+У

Первоначальная эксплуатация Ту-22 выявила массу достаточно серьёзных недостатков самолёта. На больших сверхзвуковых скоростях из-за воздушных возмущений, вызванных неудачным размещением двигателей над хвостовым оперением, самолёт становился трудноуправляемым. Из-за эффекта реверса элеронов максимальную скорость в эксплуатации (самолётов первых серий) ограничили до 1,4 М. В полёте из-за нагрева обшивки и деформации конструкции происходило самопроизвольное перемещение тяг управления, что вызывало сильные кренящие и разворачивающие моменты — иногда для парирования крена приходилось держать штурвал в положении 90°! Самолёт был неустойчив и склонен к продольной прогрессирующей раскачке. После доработки и установки демпферов тангажа ДТ-105А, автомата продольной устойчивости АУ-105А, автомата дополнительных усилий АДУ-105А эти негативные недостатки были практически устранены. Серьёзные неудобства экипажу доставляли плохой обзор, ограниченный шторками противоатомной защиты и неудовлетворительная эргономика кабины, а также высокая посадочная скорость. Не доставляли радости и выстреливаемые вниз катапультные кресла К-22 (минимальная высота покидания самолёта Ту-22 в горизонтальном полёте 350 м), хотя выживаемость экипажей при катапультировании, согласно статистическим данным, была выше аналогичного показателя на Ту-16.
В процессе эксплуатации выяснилось что самолёт имел редкий и неприятный дефект, получивший название «галопирование», то есть автоколебание тележек основных стоек шасси, существенно усложнявшее управление самолётом на разбеге и пробеге.
Двигатели ВД-7М, установленные на самолёте, также имели массу недостатков. Впоследствии на Ту-22 устанавливались более мощные и надёжные ТРДФ РД-7М2, а самолёты, находящиеся в эксплуатации, постепенно дорабатывались. С прекращением постройки самолётов прекратилось производство новых двигателей, и концу эксплуатации самолёта все двигатели прошли по несколько плановых ремонтов и уже не отличались надёжностью.
Затруднено было обслуживание силовых установок, расположенных на большой высоте, для которых требовались стремянки-доки. Самолёт был насыщен самым современным на тот момент оборудованием, однако недостаточная надёжность и недоведённость жизненно важных систем привела к серии тяжёлых лётных происшествий, а из-за конструктивных просчётов и ошибок самолёт на протяжении всей своей эксплуатации постоянно дорабатывался представителями ОКБ и промышленности, и был доведён до более-менее нормального состояния к середине 80-х годов. Особенно тяжело вводился в строй ракетоносец Ту-22К. Тем не менее, по мере освоения самолёта, была достигнута заданная исправность и боевая готовность парка, и эксплуатация не вызывала каких-либо особенных трудностей. После всех проведённых доработок самолёт имел нормальную устойчивость и управляемость на крейсерских режимах полёта, и не имел склонности к штопору при больших углах атаки — в отличие от Ту-16, не валился на крыло, а просто парашютировал. Проблемы с устойчивостью и управляемостью возникали при небольших скоростях полёта, что сильно усложняло посадку.
Не все пилоты могли освоить эту редкую, тяжёлую и скоростную машину. В Дальней авиации, да и пожалуй в мировой авиации, это был единственный тяжёлый (с посадочным весом в районе 60 тонн и скоростью касания 320—330 км/ч) серийный самолёт с «одинарным» экипажем — без «правака» (второго лётчика) и без второго штурмана. Командирами кораблей становились действительно лучшие лётчики в дальней авиации, подготовка которых в дальнейшем осуществлялась не в Центре переучивания, а непосредственно в эксплуатирующей части, в которой была организована учебная эскадрилья. Также промышленность освоила выпуск комплексного тренажёра КТС-22, который, правда, не позволял отрабатывать взлёт и посадку.
В истории эксплуатации Ту-22 было несколько неприятных случаев отказов экипажей вылетать на этом типе самолёта, как правило, после очередной катастрофы.
Предварительная подготовка самолёта к вылету занимала около восьми часов (стандартный рабочий день), предполётная подготовка продолжалась до 3,5 часов, посадка экипажа в кабину выполнялась за 30—54 мин до вылета. Посадка экипажа в самолёт осуществлялась следующим образом: кресла членов экипажа опускались лебедкой вниз, экипаж усаживался и затем опять же лебедками кресла с экипажем поднимали в самолёт.
В составе наземного технического экипажа Ту-22 было 5 человек: старший техник корабля, техник корабля, техник по РТАН (радиотехнической аппаратуре наведения), старший авиационный механик и механик по СПВ и БВ (вооружению).
На машине более чем широко применялось испарительное спиртовое охлаждение (больше, чем на «спиртовозе» МиГ-25Р), в виде спиртоводной смеси (так называемой «шпаги» или «шила» — в ДА, и «шлёмки» — в АВМФ), в количестве до 460 литров, что создавало определённые проблемы командованию: воровство этой смеси и пьянки в среде авиаторов. «Шпагой» же эту смесь называли из-за длинного мерного прорезиненного щупа уровня в баке, который со своей рукояткой напоминал шпагу.
По мере освоения самолётов и поэтапного устранения недостатков на полки Ту-22 были возложены задачи, в случае войны, нанесения ракетных ударов по целям на территории вероятного противника в Европе. В 70-х и 80-х годах Ту-22 принимали участие во всех крупных учениях в западных военных округах СССР. Ввиду высокой насыщенности предполагаемого театра боевых действий средствами ПВО начали отрабатываться прорывы групп самолётов на малых и сверхмалых высотах (100—150 метров), затем в КПБ (курс боевой подготовки) были введены упражнения низковысотных полётов составом полка. Активно прорабатывалась тактика прикрытия ударных групп самолётами РЭБ групповой защиты.
В Дальней авиации России Ту-22 пролетал до 1994 года. В августе 1994 года последние самолёты Ту-22 (двух полков) покинули Белоруссию и перелетели на базу разделки в Энгельс на утилизацию, хотя у самолётов ещё оставался запас ресурса.
Несмотря на огромные трудности и потерянные жизни при создании и эксплуатации этого самолёта, накопленный опыт привёл к созданию многорежимного сверхзвукового ракетоносца Ту-22М. Ту-22 до 1975 года попало в аварии и катастрофы около 70 машин (20 % парка).
Из-за массы дефектов, аварий и катастроф в среде лётчиков имел прозвище «Стратегический дефектоносец» и «Людоед», а из-за бака с 460 литрами 50—70 % раствора спирта, используемого для системы охлаждения воздуха — «Сверхзвуковой спиртовоз» и «Бухая Тушка».

## Конструкция
Ту-22 конструктивно является цельнометаллическим среднепланом классической компоновки, со стреловидным крылом и трёхопорным шасси. Особенностью самолёта являются двигатели, размещённые в нижней части киля. Планер самолёта выполнен из дюраля Д-16АТВ, АК-8 и В-95 и магниевого сплава МЛ5-Т4, а также среднелегированной стали 30ХГСА и 27ХГСНА. Обтекатели антенн изготовлены из стеклотекстолита.
Фюзеляж полумонококовой конструкции круглого в плане сечения. Состоит из пяти технологических отсеков Ф-1 — Ф-5.
Ф-1 — это передняя часть фюзеляжа до первого шпангоута. В верхней части расположены блоки РЛС, в нижней части — антенна.

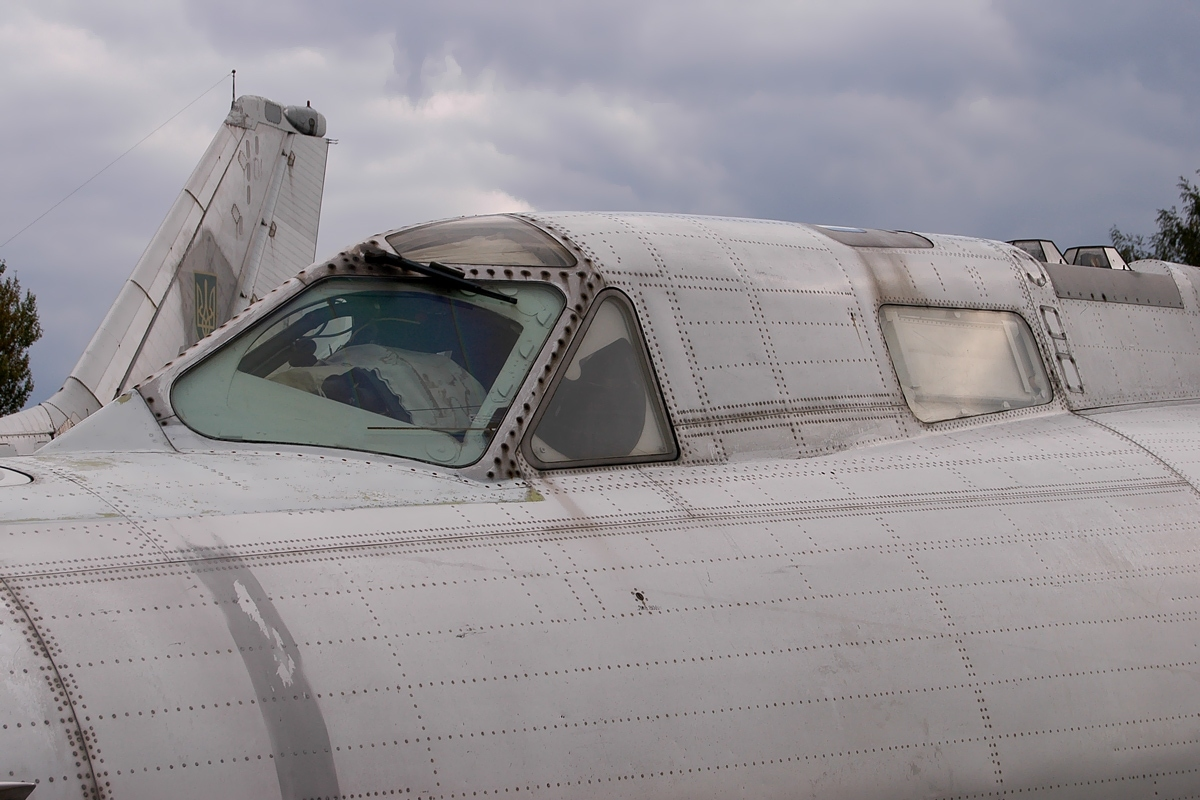
Остекление кабины лётчика

Ф-2 представляет собой гермоотсек от шп. № 1 до шп. № 13, в котором находятся рабочие места трёх членов экипажа — штурмана, командира и стрелка-радиста (оператора). Посадка экипажа в кабину осуществлялась через три откидываемых вниз люка и опущенные вниз катапультные кресла. Оператор сидел спиной по полёту. На учебных вариантах самолёта на месте оператора находилось место лётчика-инструктора. Остекление кабины — у штурмана окна внизу фюзеляжа обеспечивали обзор вниз-назад, у оператора два окна — вправо-влево назад. Командир смотрел вперёд и вправо-влево, но кресло было немного смещено влево.

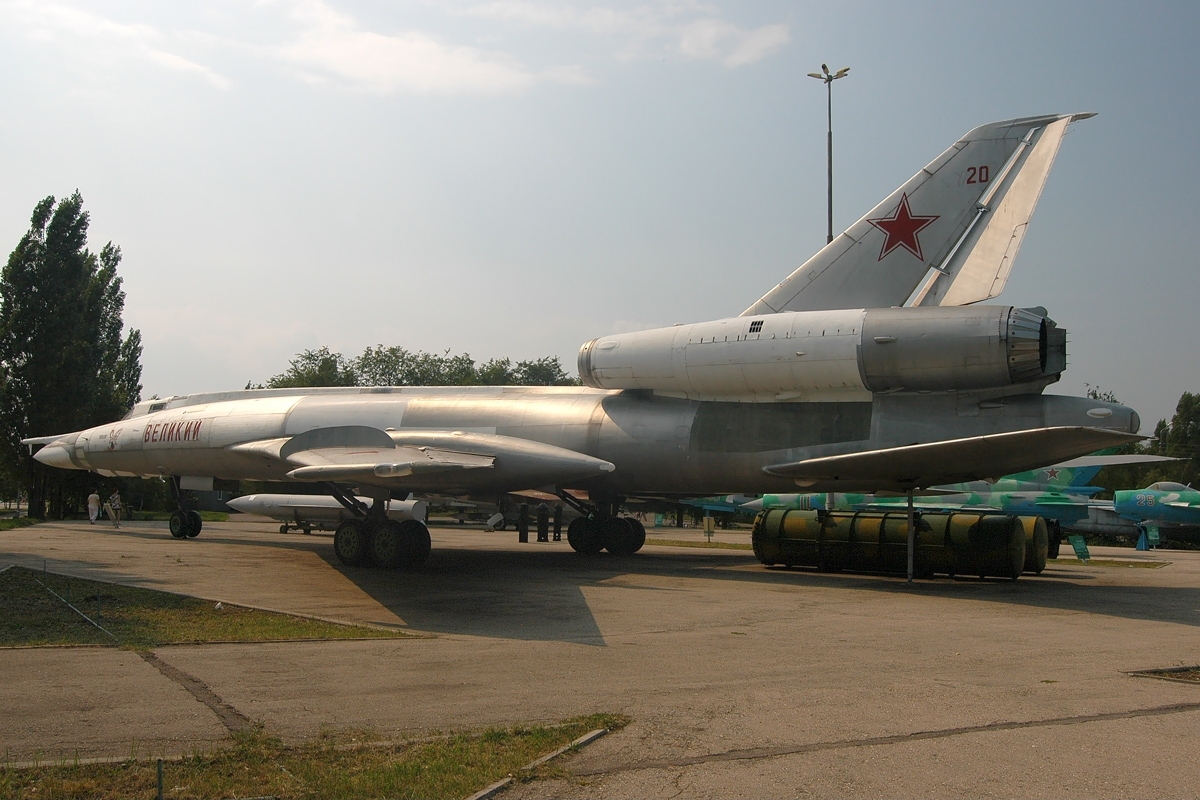
Вид 3/4 слева сзади

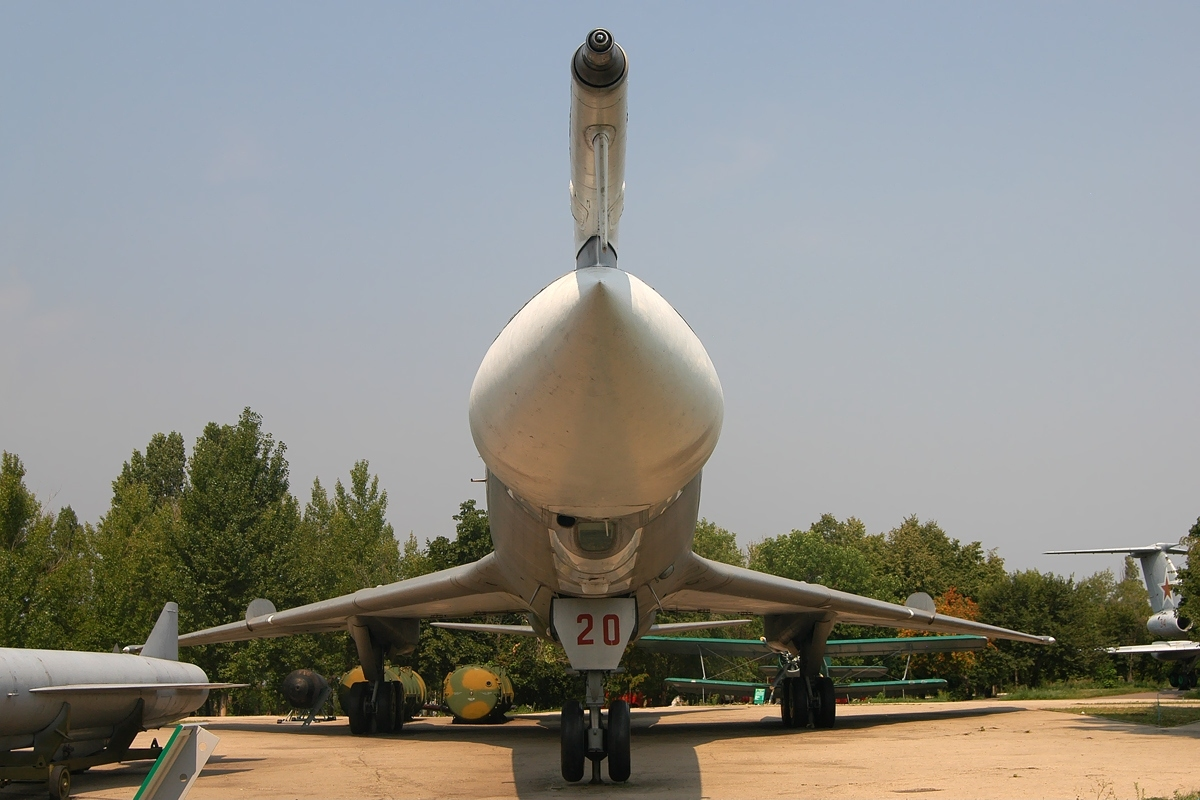
Ту-22 — вид спереди

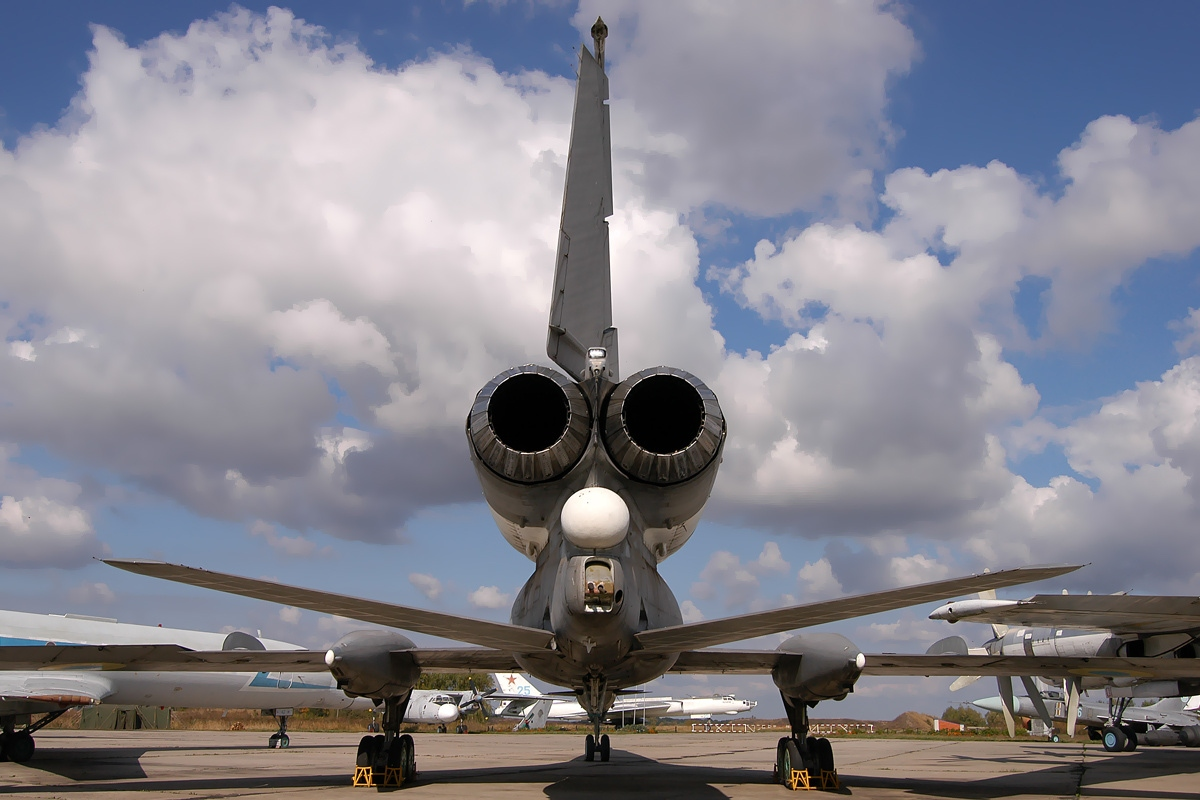
Вид сзади на корму

В отсеке Ф-З (шп. 13-33) — ниша передней ноги шасси, затем фюзеляжные баки № 1 и № 2, аэрофотоаппарат, сверху справа отсек спасательной лодки, блоки радиосвязного и агрегаты общесамолётного оборудования.
Отсек Ф-4 (шп. 33-60) — центроплан крыла (с топливным баком № 4), а над ним — топливный бак № 3. За отсеком Ф-4 находится грузовой отсек.
За грузоотсеком находится отсек Ф-5 (шп. 60-85), в котором расположены топливные баки № 5, № 6 и № 7, тормозной парашют, агрегаты системы управления самолётом, убираемая подфюзеляжная опора и кормовая стрелковая установка. К отсеку пристыкованы киль и гондолы двигателей, с боков отсека находится цельноповоротный стабилизатор.
Крыло — стреловидное с корневым наплывом, двухлонжеронное, кессонной конструкции. Стреловидность крыла по линии 25 % хорд — около 52°, удлинение (без учёта наплывов) — 3,7, сужение — 3,68, угол поперечного «V» — минус 2,5°, угол установки — +1°. Крыло имеет постоянную по размаху относительную толщину — 6 %, корневой профиль П-60, концевой — СР-8. На верхней поверхности плоскостей имеется по одному аэродинамическому гребню, а в законцовках крыла — противофлаттерные грузы (до 35-й серии выпуска). Крыло технологически разделено на пять агрегатов: центроплан, левую и правую внутреннюю и левую и правую внешнюю части консолей. Механизация состоит из внешней и внутренней секций закрылков, отклоняющихся на угол до 35 градусов. Начиная с 24-й серии выпуска в их внутренних секциях выполнены фиксированные щели, с 1965 г. внешние секции переделаны в элероны-закрылки (флапероны) с углами отклонения от +16 до −6 градусов. Элероны оснащены триммерами-сервокомпенсаторами с осевой компенсацией и отклоняются на +24 градуса.
Хвостовое оперение — киль с рулём поворота (угол отклонения плюс-минус 25 градусов) и триммером, и цельноповоротный стабилизатор стреловидностью по 25 % хорд 55 градусов и поперечным V — 5 градусов. Угол отклонения от +1 (на пикирование) до −19 градусов (на кабрирование).
Система управления полётом электрогидравлическая. Для привода руля направления служит гидроусилитель РП-23У, а для элеронов — РП-22У. Стабилизатор приводится приводом РП-21А, состоящим из двух гидромоторов, и аварийно может управляться двухмоторным электромеханизмом постоянного тока МУС-6. Выпуск-уборка закрылков производится с помощью электромеханизма МПЗ-16, также двухмоторным постоянного тока. Для имитации аэродинамической нагрузки на штурвале введены два пружинных загружателя. Триммирование усилий от пружинных загружателей производится с помощью электромеханизма.
Для гашения колебаний (раскачки) самолёта использованы демпферы ДТ-105А (тангаж) и двухканальный Д-2К-115 (РН и элероны) с рулевыми агрегатами РАУ-107 в качестве исполнительных устройств, а для устранения колебаний при переходе от дозвукового полёта к сверхзвуковому в каналах управления РН и элеронами установлены отключаемые демпферы сухого трения (ДСТ) — один ДСТ на руле направления и по три ДСТ на каждом из двух элеронов. Кроме того, при приборной скорости выше 630 км/ч поперечное управление переключается с элеронов на элероны-закрылки (на более современных самолётах называемые флаперонами), так как элероны становятся неэффективными из-за явления реверса элеронов.

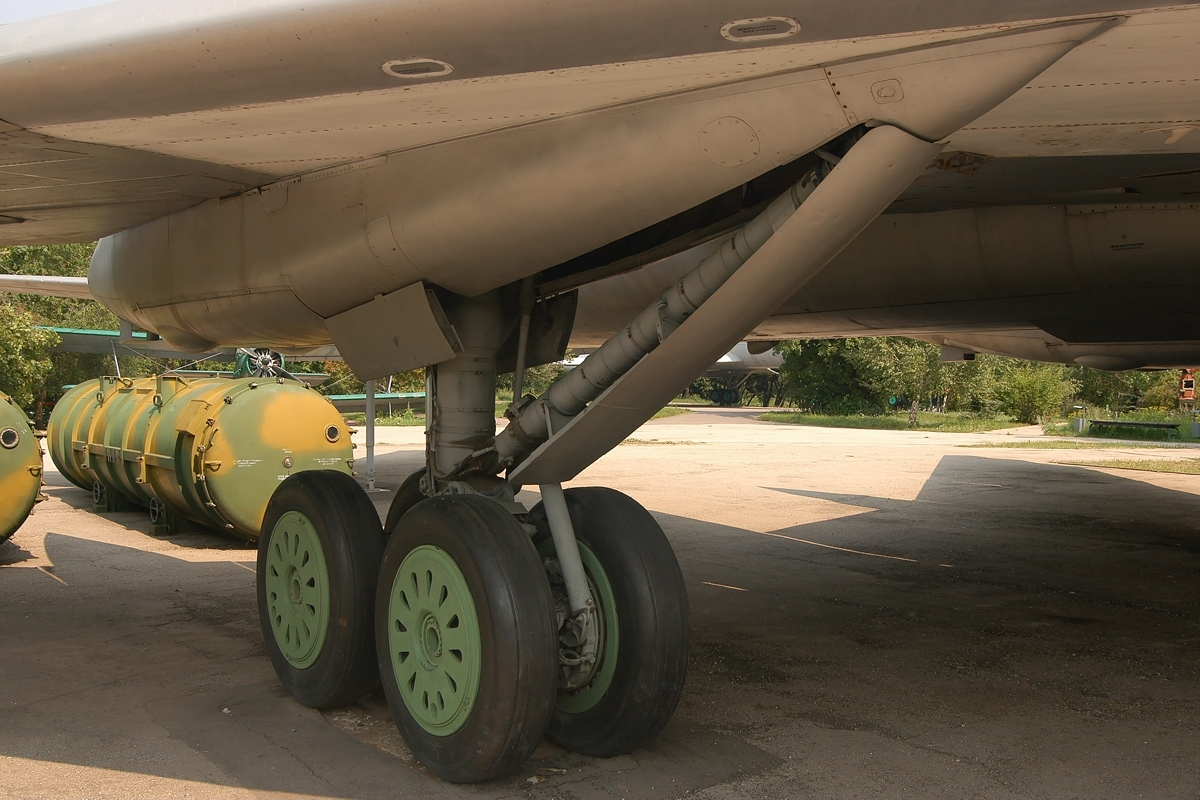
Правая стойка шасси

Шасси самолёта — трёхстоечное, с дополнительной хвостовой опорой с электроприводом. База шасси — 14,65 м, колея — 9,12 м. Передняя стойка убирается назад по потоку в нишу в отсеке фюзеляжа и закрывается двумя створками (левой и правой), и передним щитком, который жёстко крепится к стойке. Имеет два нетормозных колёса К2-100у (1000x280 мм), которые могут разворачиваться при рулении. Основные опоры оснащены четырёхколесными парными тележками с тормозными колёсами КТ-76/4у (1160х280 мм). Убираются назад по потоку в крыльевые гондолы, с одновременным переворотом тележек (как на Ту-104).
Для сокращения пробега в корме снизу установлен контейнер с двумя крестообразными тормозными парашютами (ПТ-12024-69), выпускаемых на скорости не выше 350 км/ч.

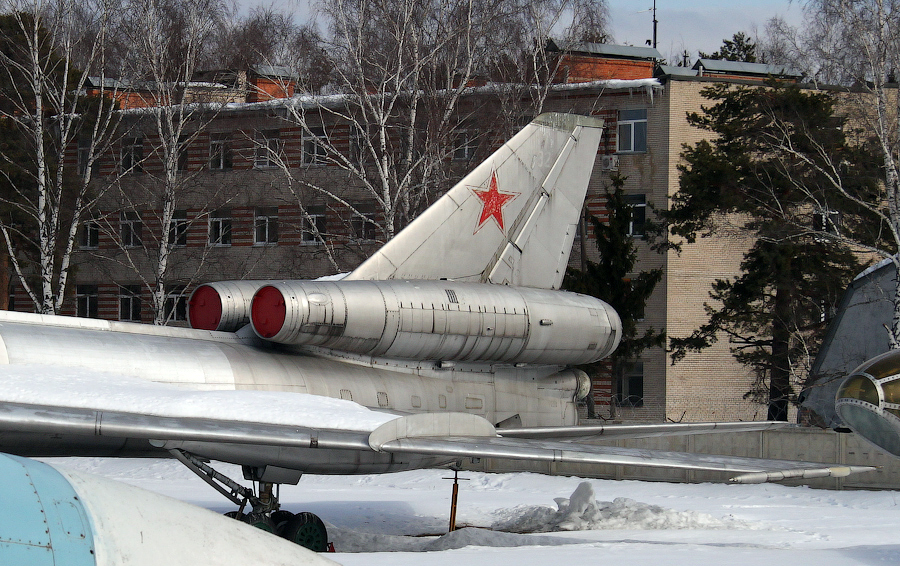
Силовые установки

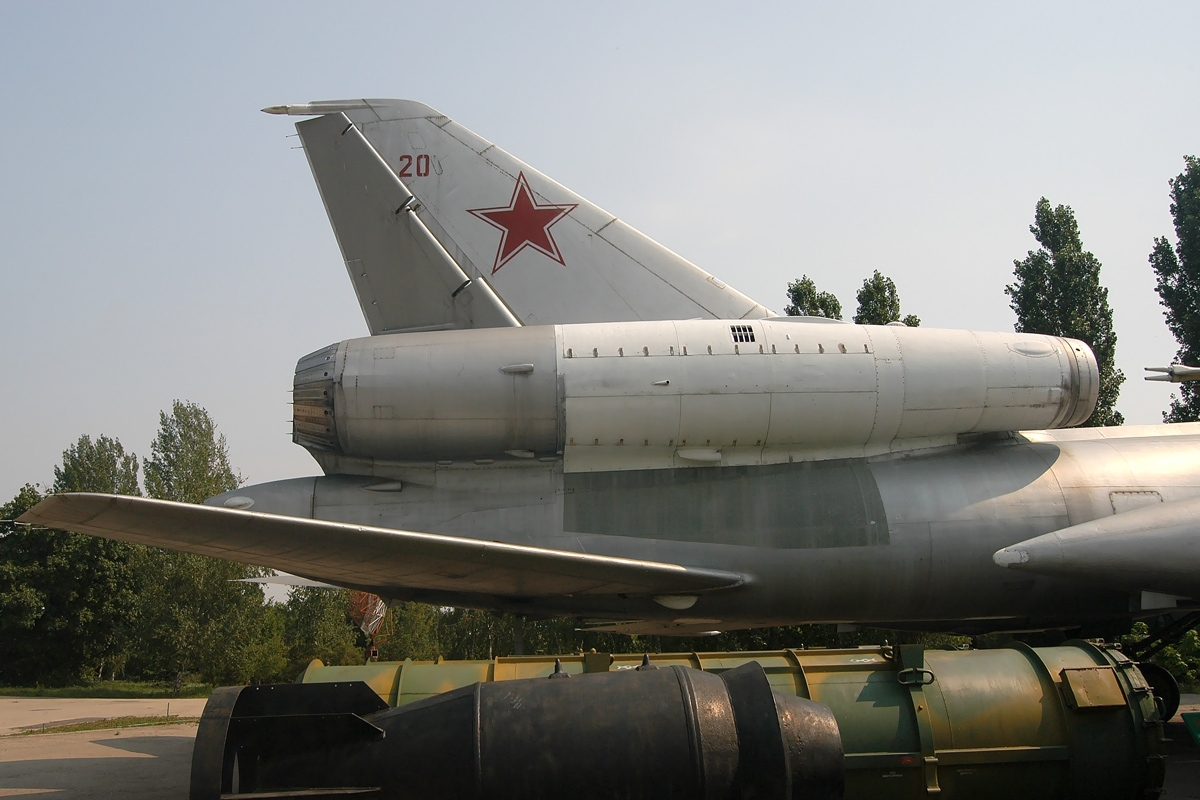

Силовая установка состоит из двух турбореактивных двигателей РД-7М2, с тягой по 11000 кгс на номинальном и 16500 кгс на форсажном режимах. Двигатели являются развитием ТРД ВД-7М, которыми Ту-22 оснащались до 1965 г. Запуск осуществляется с помощью турбостартёра ТС-29 (на самолётах с ВД-7М — электростартёра-генератора СТГ-18ТБП). Все двигатели, установленные на самолёте, отличались сильным дымным выхлопом.
Воздухозаборники двигателей нерегулируемые. При работе двигателя на земле носовое кольцо воздухозаборника с помощью электромеханизма выдвигается вперёд на 188 мм, образуя щели дополнительного забора воздуха. После взлёта кольцо убиралось в исходное положение на протяжении всего полёта.
Стартовые двигатели. 

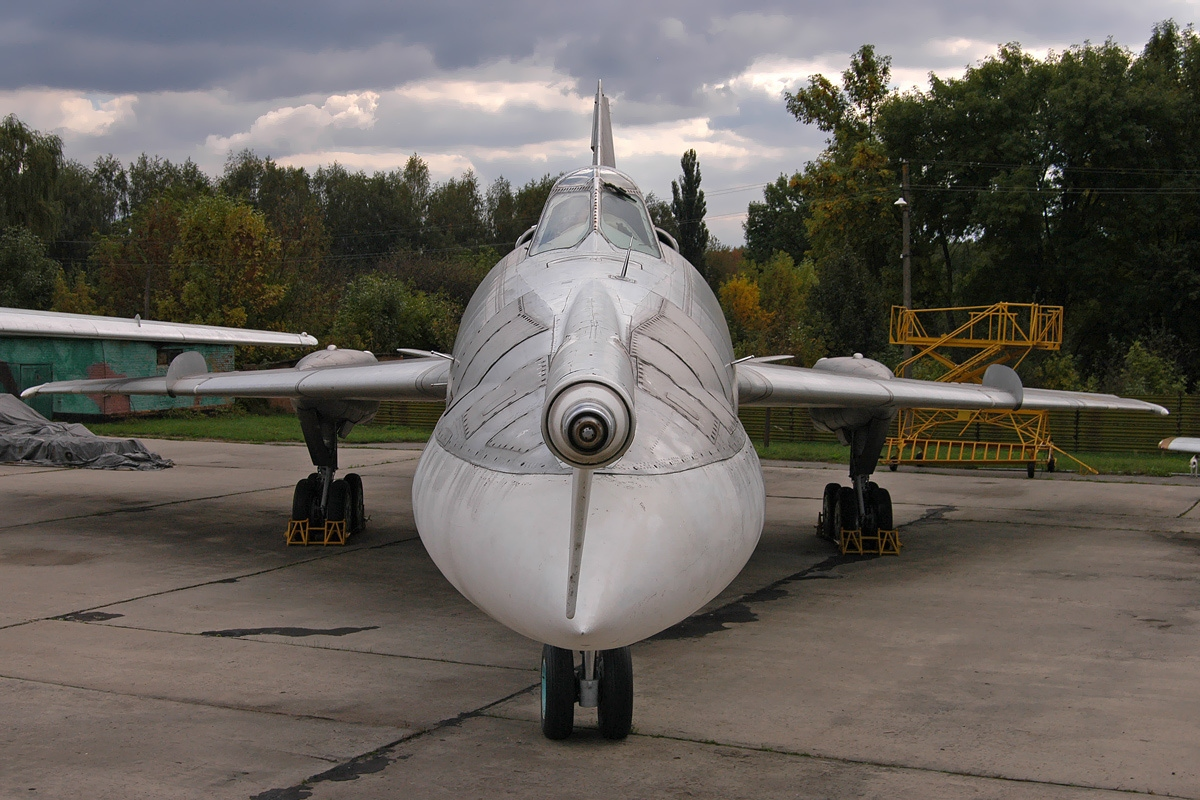
Вид на штангу топливоприёмника

Для уменьшения дистанции разбега на нижней поверхности крыла имеются крепления одноразовых стартовых пороховых ракетных двигателей типа СПРД-63, с тягой по 3100-5750 кгс каждый. На самолёт можно было подвесить парно два или четыре таких двигателя. Длина разбега самолёта при установке четырёх двигателей, при взлётном весе самолёта 90 тонн, составляет 1600 метров, что примерно на 40% меньше длины разбега без этих двигателей. Угол установки двигателя относительно строительной плоскости крыла составляет 20° — соплом вниз. Топливо двигателя — шашка из нитроглицеринового пороха марки НМФ-2Д. Время горения заряда шашки в пределах 12,6-18,8 сек. Общая масса пороховой шашки без бронировки — 286 кг. Запальный заряд пороховой шашки двигателя состоит из порохового воспламенителя из 1 кг крупнозернистого пороха КЗДП и двух пиротехнических свечей — пиропатронов ПП-9РС. Вес снаряженного двигателя — 551 кг.
Топливная система состоит из 32 мягких резиновых непротектированных баков в фюзеляже и кессоне крыла. Топливом служит авиационный керосин Т-1 или ТС-1, а для турбостартёра — бензин Б-70. Система дозаправки в воздухе типа «шланг-конус» (построено или переоборудовано 176 машин). После подписания договора об ограничении стратегических вооружений на ряде машин система дозаправки была демонтирована, на остальных — опечатана.
Максимальная заправка самолёта составляет порядка 54700 л (около 44,3 т).
Ту-22 стал первым отечественным самолётом, на котором была установлена система централизованной заправки топливом под давлением. Централизованная заправка производится через заправочную горловину на левой плоскости. При необходимости уменьшения посадочного веса через сливные клапаны под крылом и хвостовой частью фюзеляжа за 15 минут может быть слито около 28 т топлива.
Гидросистема состоит из двух основных ГС, работающих в паре, аварийной третьей системы и гидросистемы стеклоочистителя с насосом постоянного тока НП-48, все с рабочим давлением в системе 210 кг/см2.
И первая, и вторая система имеет по одному насосу переменной производительности НП-43 на каждом из двигателей (по два насоса в системе). Эти системы обеспечивают:
- первая — уборку и выпуск шасси, открытие и закрытие створок грузоотсека (бомболюка), управление разворотом передней опоры шасси, основное торможение и зарядку системы аварийного торможения колёс, питание первого канала гидроусилителей всех трёх каналов управления рулями, включение демпферов РН и элеронов;
- вторая — аварийный выпуск шасси, аварийное закрытие створок грузоотсека, питание второго канала гидроусилителей всех трёх каналов управления, включение демпфера элеронов.

Аварийная гидросистема работает от двух турбонасосов АТН-15 с крыльчаткой, выпускаемых в набегающий поток в месте стыка крыла с фюзеляжем, и обеспечивает питание рулевого привода РП-21А стабилизатора и дублирующий аварийный выпуск шасси. Гидравлическое масло — АМГ-10.
Воздушная система. На самолёте установлено 10 баллонов со сжатым воздухом, кроме того, на двигателях имеются два компрессора АТ-150МД.
Система кондиционирования работает на отбираемом от компрессоров двигателей воздухе. Служит для наддува кабины экипажа и термостабилизации (продува) некоторых блоков РЭО. Герметизация входных люков осуществляется шлангами герметизации от воздушной системы.
Особенностью СКВ самолёта было широкое использование в качестве теплоносителя смеси этилового спирта и дистиллированной воды в соотношении 2/3. Самолёты без системы воздушной заправки имели бак на 240 литров, самолёты со штангой имели увеличенный бак на 320 литров. Помимо основной заправки спиртом, на борту имелась дополнительная спиртовая система охлаждения аппаратуры ракет (на ракетоносцах) и также спиртовая система охлаждения отдельных блоков РЭО, на разных модификациях она отличалась по исполнению.

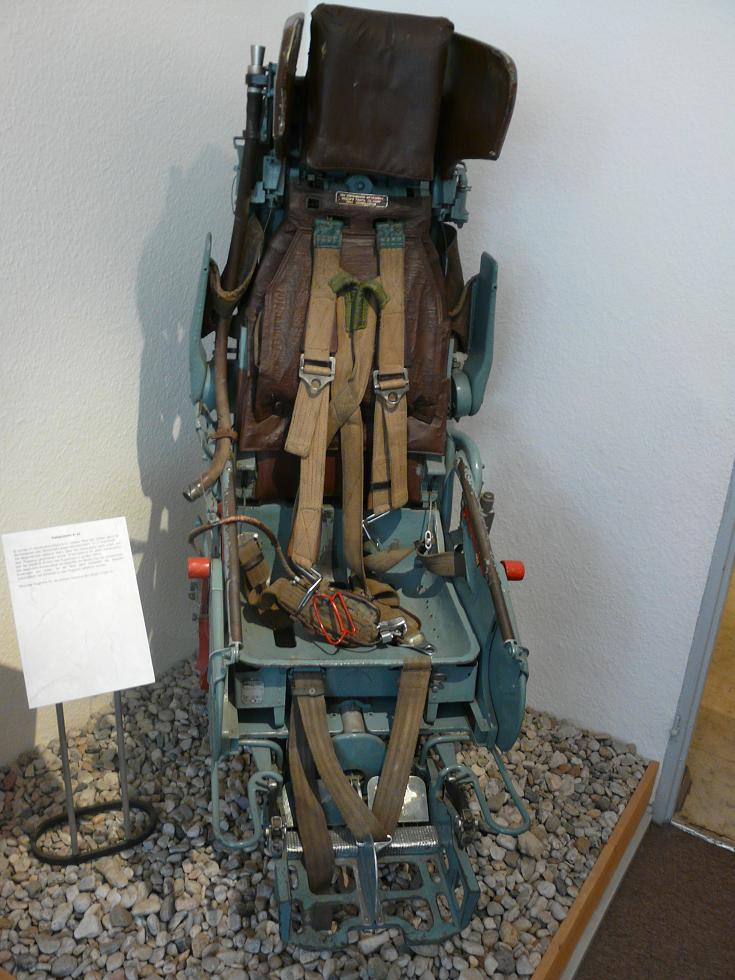
Кресло К-22

Аварийно-спасательное оборудование — три кресла К-22 с катапультированием вниз (минимальная высота безопасного катапультирования 230—245 м в горизонтальном полёте и 340 м при планировании с выключенными двигателями). Для посадки экипажа в кабину кресла опускаются вниз (на первых сериях самолёта вручную лебёдкой, затем поставили электроподъёмник). Форточки лётчика и верхние люки штурмана и оператора служат для аварийного покидания самолёта при посадке с убранным шасси. Лётчик также может пролезть в кабину штурмана и воспользоваться его аварийным люком. За кабиной в контейнере уложена надувная лодка ЛАС-5.
Бортовая система электроснабжения
Система постоянного тока — по два генератора ГС-18ТП на двигателях (стартёр-генераторы СТГ-18ТБП на Ту-22 с двигателями ВД-7М), два свинцово-кислотных аккумулятора 12САМ-55.
Система переменного трёхфазного тока 200 вольт нестабильной частоты — по одному генератору СГС-30 на двигателях.
Система переменного однофазного тока напряжением 115 В и частотой 400 Гц выполнена на трёх электромашинных преобразователях типа ПО-6000 (два рабочих и один резервный) и одном ПО-500, питающимся от аккумуляторной шины в аварийных ситуациях.
Система переменного трёхфазного тока напряжением 36 В и частотой 400 Гц (для питания приборов) — на преобразователях ПТ-1000ВС и ПТ-200Ц.
Электропроводка однопроводная с минусом на массе, выполнена в основном проводами БПВЛ различного сечения. Провода в цветной изоляции, по принадлежности к системам.
Пилотажно-навигационное оборудование
Автопилот АП-7МЦ, автомат устойчивости АУ-105А, централь скорости и высоты ЦСВ-1М, звёздно-солнечный ориентатор БЦ-63А, курсовая система КС-6А, система траекторного управления «Путь-4К», навигационно-вычислительное устройство ЦНВУ-Б-1Б, центральная гировертикаль ЦГВ-5.
Радионавигационное оборудование
Радиокомпасы типа АРК-11, АРК-У2. Доплеровский измеритель скорости и сноса ДИСС-1, радиовысотомер больших высот РВ-25А и радиовысотомер малых высот РВ-УМ. Система ближней навигации РСБН-2С. Радиомаячная система посадки СП-50.
Радиосвязное оборудование
Состоит из бортового переговорного устройства СПУ-7, радиостанций Р-802Г, Р-836 и Р-847, приёмника Р-876 и аварийной радиостанции Р-851. Система госопознавания состоит из запросчика-ответчика СРЗО-2М «Латунь».
Аппаратура и системы РЭБ
Для оповещения об облучении РЛС служит станция СПО-3 «Сирена» (в дальнейшем — СПО-10). В грузовой отсек самолёта может монтироваться автомат постановки пассивных помех (выброса дипольных отражателей) АПП-22 «Автомат-3». В гондолы шасси устанавливались автоматы КДС-16ГМ «Автомат-2», дополнительно могли устанавливаться блоки отстрела тепловых ловушек АСО-2И. Самолёты поздних серий вместо хвостовой стрелковой установки стационарно оснащались станцией постановки активных помех СПС-100 «Резеда-А» и СПС-5 «Фасоль», на некоторых ставились станции СПС-151 СПС-152 или СПС-153 «Сирень»
Самолёты-постановщики помех Ту-22П не могли нести никакого ударного вооружения. В грузовом отсеке монтировалось радиоэлектронное помеховое оборудование (контейнеры РЭБ) в следующих вариантах:
- Ту-22П1 — станции активных помех СПС-44, СПС-55 и один полукомплект СПС-4М или СПС-5М в контейнере П-1, а также один автомат АПП-22 в задней части грузоотсека.
- Ту-22П2 — станции активных помех СПС-77 и по одному полукомплекту СПС-4М или СПС-5М (или полный комплект СПС-5) в контейнере П-2; два автомата АПП-22.
- Ту-22П4 — станции активных помех СПС-22-70, СПС-33-70 и два полукомплекта СПС-5 в контейнере П-4. Станция СПС-6, стационарно в фюзеляже. Один АПП-22 в грузоотсеке.
- Ту-22П6 — станции активных помех СПС-22-70, СПС-44-70 и два полукомплекта СПС-5М в контейнере П-6. Станция СПС-6, стационарно в фюзеляже. Один АПП-22 в грузоотсеке.
- Ту-22П7 — станции активных помех СПС-22-70, СПС-55-70 два полукомплекта СПС-5М в контейнере П-7. Станция СПС-6, стационарно в фюзеляже. Один АПП-22 в грузоотсеке.

Контейнеры П-4, П-6 и П-7 были взаимозаменяемы. Рад самолётов после доработки дополнительно получил по две станции СПС-151 (или СПС-152, или СПС-153), носовую и кормовую, стационарно установленные в носовом отсеке и на месте демонтированной установки ДК-20.
Прицельное оборудование
Прицельное оборудование состоит из трёх функционально-связанных частей: радиолокационной станции «Рубин-1А», оптического бомбардировочного прицела ОПБ-15А и навигационно-бомбардировочного автомата НБА. Всё это оборудование обеспечивает навигацию по радиолокационному изображению местности и по радиомаякам, навигацию по счислению пути с радиокоррекцией, бомбометание с горизонтального полёта по подвижным  или стационарным целям с прицеливанием по вспомогательным ориентирам, удалённым от цели на расстояние до 25 км. Прицельное оборудование электрически связано с установленным на самолёте автопилотом АП-7МЦ и позволяет автоматически управлять самолётом по курсу (команда «доворот») в диапазоне курсовых углов ΔКр от -45 до 245°. 
Прицел ОПБ-15 — это оптический электромеханический автосинронно-векторный гиростабилизируемый прицел с трёхкратным увеличением изображения, электрически связанный с электробомбосбрасывателем ЭСБР-49АС. Прицел автоматически выбирает угол прицеливания, обеспечивает наводку самолёта на цель, сигнализирует о приближении момента сброса бомб и выдаёт команду на открытие створок бомболюка и команду на сброс бомб в ЭСБР. Помимо бомбометания по визуально определяемым целям, прицел позволяет выполнять прицельное торпедометание по надводным целям и прицельную постановку морских мин. 
Основные технические параметры прицела ОБП-15:
- высота применения — от 2000 до 23000 м
- истинная высота бомбометания, не менее — 2000 м
- истинная воздушная скорость, в диапазоне  — 500÷2000 км/ч
- вынос точки прицеливая в любом направлении — от 0 до 25 км
- угол прицеливая в пределах — от -30 до +75°

На самолётах-ракетоносцах была установлена РЛС «ПН» (из-за больших габаритов антенны носовой радиопрозрачный обтекатель был шире конструкции фюзеляжа, т. н. «щёки»). РЛС сопряжена с центральным навигационно-вычислительным устройством ЦНВУ-Б-1Б и аппаратурой ракеты. Аппаратура наведения обеспечивала решение навигационных задач самолётовождения, а также введение навигационных поправок в навигационный вычислитель, прицеливание по радио-контрастным целям и ввод данных в аппаратуру наведения ракеты перед её пуском, прицельное бомбометание по радиоконтрастным целям свободнопадающими боеприпасами с высот от 2000 м до практического потолка и бомбометание невидимых целей по счислению от навигационного вычислителя с высоты 10000 м до практического потолка. Также РЛС «ПН» сопряжена с аппаратурой государственного опознавания «Латунь» и позволяет определять принадлежность целей.
В случае применения ракетоносца в качестве бомбардировщика, навигационно-бомбовая система «НБС» включала в себя РЛС «ПН», навигационно-вычислительное устройство ЦНВУ-Б-1Б, курсовую систему КС-6А, централь скорости и высоты ЦСВ-1М, ориентатор БЦ-63А, автопилот АП-7МЦ, систему «Путь-4К», гировертикаль ЦГВ-5, прицел ОПБ-15А, которые работали взаимосвязано.
Для дистанционного управления кормовой установкой служит радиолокационный прицел ПРС-3 «Аргон-2» и телевизионный прицел ТП-1А. Начиная с самолёта № 4503 устанавливалась станция ПРС-4. РЛС позволяет обнаруживать атакующие воздушные цели в задней полусфере типа истребитель на расстоянии 6500 метров (ПРС-4 — 7400 м) и брать на автосопровождение на удалении 3000 (ПРС-4 — 5300) метров. Телевизионный прицел позволяет обнаруживать цели на дальности до 3000 метров и возможность прицеливания в диапазоне 2000—400 метров.
Ударное вооружение
Ту-22Б предназначался для нанесения бомбовых ударов по стационарным, морским и ограниченно подвижным целям. В варианте ракетоносца-бомбардировщика (Ту-22К, Ту-22КД) самолёт мог нести одну сверхзвуковую ракету «воздух-поверхность» Х-22 «Буря», размещаемую в полуутопленном положении под фюзеляжем.
Основным оружием ракетоносцев была ракеты типа Х-22 различных модификаций.
Ракета Х-22ПГ (изделие 88) с радиолокационной системой наведения «ПГ», предназначенная для нанесения ударов по точечным радиоконтрастным целям. Обнаружение и прицеливание осуществлялось с помощью аппаратуры самолёта-носителя, затем данные о цели вводились в бортовую аппаратуру наведения ракеты, и её РЛС осуществляла захват цели до момента отделения ракеты от носителя. Ракета Х-22М также имела головку наведения «ПГ» и аналогичный принцип наведения.
Ракета Х-22ПСИ (изделие 102) с доплеровской системой наведения «ПСИ». Ракета не имеет демаскирующей бортовой РЛС и совершает полёт к цели, используя введённые исходные данные: географические координаты места старта, пеленг на цель и дальность до неё. Усовершенствованная ракета Х-22МА также имеет систему наведения «ПСИ».
Ракета Х-22МП (изделие 103) предназначена для нанесения ударов по площадным и точечным целям и наводится на излучение работающих импульсных и доплеровских РЛС противника. Для целеуказания этой ракете на самолёт была установлена аппаратура «Курс-Н(М)».
Для размещения ракеты внутри грузоотсека монтировался блок подвески с балочным держателем БД-294 и аппаратурой электрических цепей ракеты. БД опускался вниз при подвеске ракеты на земле, затем он поднимал ракету до полётного полуутопленного положения. При пуске ракеты, перед её отцепкой, БД снова опускался вниз.
Ракетоносные варианты самолёта силами аэродромного технического состава могли переоборудоваться в бомбардировочный вариант путём демонтажа блока подвески ракеты с балочным держателем БД-294 и установки в отсек бомбовых держателей, с заменой в г/отсеке электрощитков цепей вооружения. На разведывательных вариантах самолёта были установлены все агрегаты и цепи вооружения в полном объёме, и после демонтажа разведаппаратуры такой самолёт мог нести и применять бомбардировочное вооружение. 
Бомбовое вооружение самолёта состоит из свободнопадающих бомб калибром от 250 до 9000 кг. Весь бомбовый груз размещается в бомбовом отсеке самолёта между шпангоутами № 44 и 60. Размеры бомбоотсека: длина — 6920 мм, ширина — 1360 мм и высота по оси симметрии — 1950 мм.
Нормальная боевая нагрузка самолёта до 3 тонн бомб, в перегрузочном варианте можно подвесить до 9 тонн. Всего предусмотрено восемь вариантов загрузки: 1, 1А, 2, 2А, 3, 3А, 4 и 5. Все варианты бомбовой загрузки предусматривают подвеску только однотипных бомб.  
Для подвески бомб крупного калибра на потолке грузоотсека монтировался балочный держатель БД6-105А, для более мелких бомб по стенкам отсека устанавливались кассетные держатели в один, два или три ряда с каждого борта — КД3-22Р (4 шт.), КД3-105А (2 шт.) или КД4-105А (4 шт.). Держатели оборудовались электромеханическими приводами замков подвески бомб, с возможностью аварийного сброса груза на «невзрыв». 
Перечень авиабомб, принятых в основной расчёт загрузки самолёта:
- ФАБ-9000М-54 — одна бомба
- или ФАБ-5000М-54 — одна бомба
- или ФАБ-3000М-54 — две бомбы
- или ФАБ-1500-2600ТС — три бомбы
- или ХАБ-1500 — шесть
- или ФАБ-150М-54 — шесть
- или ФЗАБ-500 — 18 шт.
- или ФАБ-50М-54 — 18
- или ФАБ-500ТС — 18
- или ЗАБ-500-400 — 18
- или ФАБ-250ТС — 24
- или ОФАБ-250-270 — 24
- или ЗАБ-250-200 — 24
- или ОХАБ-250-235П — 24
- или ФАБ-250М-54 — 24 шт.

Авиабомбы, не водящие в основной расчёт, но подвеска которых предусмотрена:
- ФАБ-3000М-46 — 2 шт.
- ФАБ-1500М-46 — 6 шт.
- ФАБ-500М-46 — 18 шт.
- ФАБ-250М-46 — 24 шт.
- ФОТАБ-250-215 — 24 шт.
- ХАБ-250-150СМ-46 — 24 шт.
- САБ-250-180МФ — 24 шт.

Для подвески бомб на самолёте была смонтирована система подъёма грузов из двух комплектов электрических лебёдок БЛ-52 (Т-СУЛ-52), тросовой системы с блоками, балками и роликовыми кронштейнами.  
Оборонительное вооружение
Для защиты задней полусферы применялась дистанционно управляемая (с гидравлическим приводом) пушечная установка ДК-20 с пушкой Р-23 (262П), скорострельностью до 2800 выстр/мин., с наведением от прицельной радиолокационной станции ПРС-3 или телевизионного прицела ТП-1А. Ряд самолётов получил станцию ПРС-4 и доработанную установку ДК-21. Ввиду сложности применения пушки по атакующим самолётам постепенно пришли к практике стрельбы помеховыми снарядами ПИКС и ПРЛ в направлении цели.
Разведывательное оборудование
На самолёте Ту-22Р в переднюю часть бомбового отсека монтировались шесть бомбодержателей для подвески фотобомб: четыре кассетных бортовых держателя КД3-22Р и два средних (по оси самолёта) держателя КД3-22РС, что позволяет подвесить в нормальном варианте восемь авиабомб ФОТАБ-250-215, а в перегрузочном — 22 таких бомбы. В задней части отсека монтировались два фотоаппарата НАФА-МК-75 и автомат пассивных помех АПП-22.

## Тактико-технические характеристики
Источник данных: Burdin, Sergey and Dawes, Alan, 2006.
| ТТХ Ту-22 различных модификаций                                                             | | |
|                                                                                             | Ту-22К Blinder-B | Ту-22Р(Д) Blinder-C |
| Технические характеристики                                                                  | | |
| Экипаж                                                                                      | 3 (командир, штурман, бортоператор) | 3 (командир, штурман, бортоператор) |
| Длина, м                                                                                    | 42,6 | 42,6 |
| Размах крыла, м                                                                             | 23,646 | 23,646 |
| Высота, м                                                                                   | 10,04 | 10,04 |
| Площадь крыла, м²                                                                           | 151,25 | 151,25 |
| Коэффициент удлинения крыла                                                                 | 3,7 | 3,7 |
| Коэффициент сужения крыла                                                                   | 3,68 | 3,68 |
| Угол стреловидности по линии 1/4 хорд                                                       | 52°14’30 | 52°14’30 |
| Профиль крыла                                                                               | П-60 — корень крыла, СР-8 — законцовки | П-60 — корень крыла, СР-8 — законцовки |
| База шасси, м                                                                               | 14,465 | 14,465 |
| Колея шасси, м                                                                              | 9,12 | 9,12 |
| Нормальная взлётная масса, кг                                                               | 92 000 | 85 000 |
| Максимальная взлётная масса, кг                                                             | — | 91 000 |
| Нормальная посадочная масса, кг                                                             | 56 500/60 000 без/с Х-22 | 55 400 |
| Максимальная посадочная масса, кг                                                           | 65 000 | 65 000 |
| Масса топлива, кг                                                                           | 42 900/37 050 без/с Х-22 | 48 500 |
| Объём топливных баков, л                                                                    | 58530 (максимальный) | 58530 (максимальный) |
| Силовая установка                                                                           | 2 × ТРДФ РД-7М2 | 2 × ТРДФ ВД-7М |
| Бесфорсажная тяга, кН (кгс)                                                                 | 2 × 107,87 (11000) | 2 × 102,97 (10500) |
| Форсажная тяга, кН (кгс)                                                                    | 2 × 161,81 (16500) | 2 × 156,9 (16000) |
| Лётные характеристики                                                                       | | |
| Максимальная скорость , км/ч                                                                | 1610 / 1550 без/с Х-22 | 1410 |
| Крейсерская скорость , км/ч                                                                 | 950—1000 / 1200—1300 дозвуковая/сверхзвуковая | 950—1000 / 1200—1300 дозвуковая/сверхзвуковая |
| Практическая дальность, км (на дозвуковой скорости на сверхзвуковой скорости с дозаправкой) | 4400 1560 6150 | 5650 2400 7150 |
| Боевой радиус, км                                                                           | 2500—2700 | — |
| Практический потолок, м                                                                     | 13 300 | 13 500 |
| Нагрузка на крыло, кг/м² (расч.) (При нормальной взлётной массе)                            | 608 | 562 |
| Тяговооружённость (При нормальной взлётной массе)                                           | 0,3585 | 0,352 |
| Максимальная эксплуатационная перегрузка                                                    | +2 g | +2 g |
| Вооружение                                                                                  | | |
| Боевая нагрузка, кг                                                                         | 5700 (с Х-22) 3000/9000 (нормальная/максимальная) | 3000/9000 (нормальная/максимальная) |
| Ракеты «воздух-поверхность»                                                                 | 1 × Х-22 | нет |
| Авиабомбы                                                                                   | 1 × ядерная 7У-31 или 246Н 1 × ФАБ-9000М-54 или ФАБ-5000М-54 2 × ФАБ-3000М-54/М-46 3 × ФАБ-1500-2600ТС 4 × ФАБ-1500 с АПП-22 6 × ХАБ-1500, ФАБ-1500М-46 или ФАБ-500М-62 с АПП-22 12 × ФАБ-500М-62 16 × РБК-250-275АО 18 × ФАБ-500М-54/М-46/ТС, ФЗАБ-500 или ЗАБ-500-400 24 × ФАБ-250М-54/М-46/ТС, ОФАБ-250-270, ЗАБ-250-200, ОХАБ-250-235П, ХАБ-250-150СМ-46, ФОТАБ-250-215, САБ-250-180МФ или ОФАБ-100-НВ | 1 × ядерная 7У-31 или 246Н 1 × ФАБ-9000М-54 или ФАБ-5000М-54 2 × ФАБ-3000М-54/М-46 3 × ФАБ-1500-2600ТС 4 × ФАБ-1500 с АПП-22 6 × ХАБ-1500, ФАБ-1500М-46 или ФАБ-500М-62 с АПП-22 12 × ФАБ-500М-62 16 × РБК-250-275АО 18 × ФАБ-500М-54/М-46/ТС, ФЗАБ-500 или ЗАБ-500-400 24 × ФАБ-250М-54/М-46/ТС, ОФАБ-250-270, ЗАБ-250-200, ОХАБ-250-235П, ХАБ-250-150СМ-46, ФОТАБ-250-215, САБ-250-180МФ или ОФАБ-100-НВ |
| Оборонительное вооружение                                                                   | 1 × 23 мм пушка 261П в установке ДК-20 500 патр. | 1 × 23 мм пушка 261П в установке ДК-20 500 патр. |

## Модификации
- Ту-22А — первоначальный вариант самолёта, оснащённый только свободнопадающими бомбами. Построено 20 серийных самолётов, почти все использовались в различных испытаниях и в дальнейшем переделывались в другие варианты.
- Ту-22Б — экспортная модификация для Ирака и Ливии, переделывались из строевых разведчиков Ту-22Р.
- Ту-22Р/РД — разведывательный вариант, в грузовом отсеке которого монтировалась рама под аэрофотоаппараты и автомат сброса отражателей АПП-22, а также могли устанавливаться АСО-2Б, кассетные держатели тепловых ловушек КДС-16 и АСО-2И (в гондолах шасси). Установлена аппаратура радиотехнической разведки «Ромб-4А» и «Роза». На модификации РД установлена штанга дозаправки.
- Ту-22РК/РДК — самолёт в варианте разведчика с дополнительной аппаратурой радиотехнической разведки «Куб».
- Ту-22РМ — усовершенствованный вариант Ту-22РДК, 1980 год.
- Ту-22РДМ — вариант разведчика со съёмным контейнером дополнительного разведывательного оборудования — станциями радиотехнической разведки «Тангаж» и инфракрасной «Осень». РЛС бокового обзора М-202 «Шомпол», станция РЭП «Сирень».
- Ту-22П/ПД — постановщик помех. В грузоотсек устанавливался контейнер П-2 с аппаратурой РЭБ и два автомата сброса диполей АПП-22. В дальнейшем самолёты неоднократно модернизировались: Ту-22П-1 оборудовался станциями СПС-44, СПС-55 «Букет», СПС-4М «Клюква» или СПС-5М «Фасоль». Ту-22П-2 — СПС-77, СПС-4 м и СПС-5 м, а Ту-22П-4 — СПС-22-70, СПС-33-70 и СПС-5 м. Известны модификации Ту-22П-6 и П-7. Литеру «Д» добавляли самолётам с установленной штангой дозаправки.
- Ту-22К/КД — ракетоносец, 1965 год, несёт одну ракету типа Х-22. Мог силами строевой части переоборудоваться в бомбардировщик.
- Ту-22КП/КПД — усовершенствованный вариант Ту-22ПД, 1968 год
- Ту-22У/УД — тренировочный самолёт (название «УД» условно, так как при наличии штанги топливоприёмника агрегаты дозаправки на самолёте не устанавливалась)

Ту-22М, несмотря на сходное обозначение, является отдельным типом, имеющим мало общего с Ту-22. Работы над проектом дальнего ударного самолёта начались в ОКБ Туполева в 1965 году на основании совместного решения МАП и ВВС от 24.08.1965 года: «О создании системы К-145 с самолётом-носителем Ту-145 с двигателями НК-144». Опытно-конструкторские и научно-исследовательские работы по данной теме проходили в рамках модификации самолёта Ту-22 за счёт установки новых двигателей и крыла изменяемой геометрии, при этом планировалось достигнуть улучшения ТТД самолёта. Во многом, обозначение Ту-22М является результатом политики. А. Н. Туполев на конкурсе предлагал вариант модернизации Ту-22 для экономии средств на разработку с целью получения заказа.

## Боевое применение
- Угандийско-танзанийская война (1978—1979; ВВС Ливии)
- Чадско-ливийский конфликт (1981—1987; ВВС Ливии)
- Война в Иракском Курдистане (1961—1975; ВВС Ирака)
- Ирано-иракская война (1980—1988; ВВС Ирака)
- Война в Афганистане; (ВВС СССР) — использовались для бомбардировок и постановки помех[11]. Модификация Ту-22ПД (самолёт РЭБ) применялась на последнем этапе войны в Афганистане[12]. Четыре самолёта 341-го полка из Озёрного в период с октября по январь 1988-89 годов были привлечены к полётам в Афганистане, для сопровождения групп бомбардировщиков Ту-16 и Ту-22М, для постановки помех пакистанским истребителям F-16. В январе их сменили четыре машины 203-го полка из Барановичей, и уже в феврале, выполнив задачу, они вернулись домой.

Ирано-иракская война
На начало войны у Ирака было 12 Ту-22.

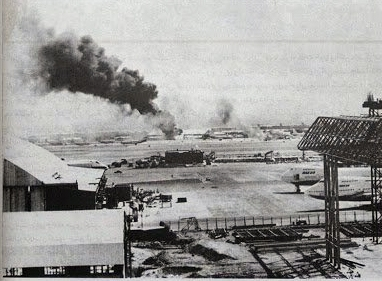
Горящая авиабаза Мехрабад под Тегераном после бомбардировки иракскими Ту-22 22 сентября 1980 года

22 сентября 1980 года иракские Ту-22 нанесли удары по отдалённым целям на территории Ирана. Аэродром Мехрабад под Тегераном атаковали четыре Ту-22Б 36-й эскадрильи, вооружённых свободнопадающими бомбами ФАБ-500. Этот удар оказался самым разрушительным за весь первый день, бомбами была сильно повреждена ВПП, уничтожены один C-130 «Геркулес», один топливный заправщик KC-707, тяжело повреждены ещё шесть больших транспортных самолётов, огнём 23-мм турели уничтожен один стоящий на земле истребитель F-4 «Фантом». Также бомбами был уничтожен один из крупнейших складов с авиационным керосином в Иране. Все четыре Ту-22 успешно вернулись на аэродром.

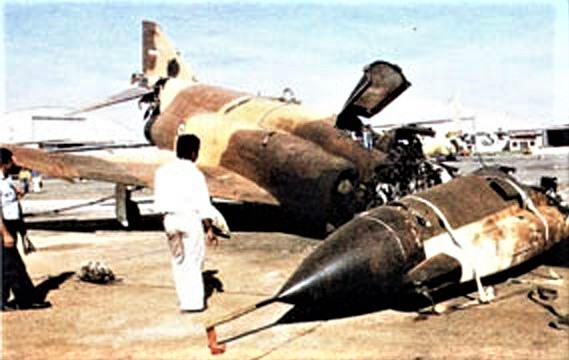
Иранский истребитель F-4 «Фантом» расстрелянный огнём из пушки бомбардировщика Ту-22 во время атаки на Тегеран 22 сентября 1980 года; Ту-22 уничтожили 3 и повредили 6 самолётов

Аэродром Шираз (самая дальняя цель в первый день) атаковали два Ту-22Б 36-й эскадрильи. Бомбами была повреждена ВПП, самолёты поразить не удалось, но был уничтожен склад с авиационными боеприпасами.
По одним западным данным за первый день войны был потерян один Ту-22. По другим западным источникам ни одного Ту-22 иракцы в этих ударах не потеряли.
В дальнейшем Ту-22 продолжали интенсивно использоваться против целей на территории Ирана. Отмечалось использование с Ту-22 тяжёлых бомб ФАБ-5000 и ФАБ-9000. Эти бомбы использовались очень интенсивно, что заставило Ирак разработать свои аналогичные бомбы Нассир-5 и Нассир-9.
В марте 1985 года, в ответ на выпущенную иранскую баллистическую ракету по Басре, Ирак начал массированные налёты авиации на иранские военные объекты; 11 марта Ту-22 и Ту-16 провели ковровую бомбардировку Керманшаха. В результате 110 военных и гражданских было убито и ещё несколько сотен было ранено, иранская ПВО выпустила две ракеты MIM-23 Hawk но не попала. 14 марта Ту-22Б бомбили цели в районе Тегерана.
25 мая 1985 года семь иракских Ту-22Б нанесли бомбовый удар по целям в районе Тегерана. Налёт был очень разрушительным, из-за того что бомбометание было ковровым, пострадал один жилой четырёхэтажный дом, который был полностью разрушен.
Бомбардировке также подверглись Исфахан и Шираз.
15 февраля 1986 года иракские Ту-22Б дважды бомбили Тегеран, поднятым перехватчикам F-14 их сбить не удалось.
16 февраля 1986 года три иракских Ту-22Б на сверхзвуковой скорости сбросили три бомбы ФАБ-9000 на скопление иранских войск, захвативших остров Аль-Фао. Взрыватели были установлены для подрыва бомб на высоте 8 метров, в результате удара иранцы понесли очень тяжёлые потери. В этот же день зенитными ракетами был сбит один Ту-22К.
Против морских целей Ту-22 Ирак использовал лишь один раз, при этом налёт был одним из самых разрушительных за всю «Танкерную войну». Ночью с 18 на 19 марта 1988 года четыре Ту-22Б, каждый из которых нёс по 12 бомб ФАБ-500 поднялись с авиабазы Шайбах под Басрой и разбомбили два иранских супертанкера Anaj (водоизмещение 316 739 тонн) и Sanandaj (водоизмещение 253 837 тонн), стоявших у нефтяного терминала острова Харк. Anaj получил множество прямых попаданий 500-кг бомб, огромный супертанкер развалился на части и затонул, погиб весь экипаж из 29 человек. Sanandaj от полученных попаданий также развалился на части и затонул, погибло 25 из 29 членов экипажа. Бомбами также было убито и ранено несколько десятков человек в терминале на острове.
После этого налёта к Харку направилась[когда?] очередная волна бомбардировщиков, но в этот раз иранская ПВО успела обстрелять самолёты и по данным американских кораблей, ведущих радиолокационное наблюдение, один Ту-22Б был сбит. Иранскими истребителями F-4 и F-14 за день были сбиты два Ту-22.
В некоторых западных источниках встречается информация о применении с иракских Ту-22 крылатых ракет Х-22, однако по российским данным, иракские самолёты не были оборудованы для применения ракет.
К концу войны из 12 Ту-22 у Ирака оставалось 8 машин, из них 5 в боеспособном состоянии.

## Аварии и катастрофы
Начиная с 1958 года и по 1992 год включительно потеряно порядка 70 самолётов Ту-22 различных модификаций.
- 21 июня 1958 года — авария первого опытного самолёта 105 ЛИИ МАП (Раменское), КК А. Д. Калина, в 10 испытательном полёте. Аварийная посадка с невыпущенной передней стойкой шасси. Самолёт восстановили, но он больше не летал, ввиду нецелесообразности, т.к. уже готов к испытаниям был второй экземпляр. Самолёт передан в качестве учебного пособия в Ачинское ВАТУ, затем в ШМАС на аэродром Бада.
- 21 декабря 1959 года — катастрофа второго опытного самолёта 105А. КК Ю. Т. Алашеевв, самолёт ЛИИ МАП (Раменское). Первый вылет на сверхзвук. На сверхзвуковой скорости возник флаттер руля высоты, с последующим разрушением РВ и стабилизатора. Машина перешла в неуправляемое пикирование. Успешно катапультировался радист, командир и штурман погибли.
- 17 ноября 1960 года. Самолёт Ту-22Б, испытательный полёт на проверку устойчивости и управляемости. В полёте возникла утечка масла в одном двигателе, экипаж выключил двигатель по давлению масла, но после выпуска закрылков из-за недостатка тяги на оставшемся двигателе до аэродрома не дотянул. Выполнена посадка на брюхо в поле, самолёт развалился и сгорел, кабину оторвало и экипаж остался жив, штурман получил травмы.
- 10 октября 1961 года. Самолёт Ту-22Р (первый переделанный) зав. №1040034. При гонке двигателей в Жуковском разрушилась первая ступень компрессора двигателя, самолёт сгорел, жертв нет.
- 29 октября 1961 года. Самолёт Ту-22Р. При гонке двигателей на стоянке Казанского завода произошёл взрыв двигателя и пожар. Жертв нет, два человека получили ранения обломками двигателя. По результатам расследования этого и предыдущего происшествий эксплуатация всех Ту-22 была временно прекращена.
- ?? декабря 1961 года. Авария.
- 18 апреля 1962 года. Самолёт Ту-22Р (переделан из Ту-22А) зав. № 1029034. Катастрофа при выходе на сверхзвук. Экипаж: Н. В. Аксенов (погиб), Н. Ф. Бочкарев, В. М. Шестухин.
- 18 августа 1962 года. Катастрофа.
- 22 августа 1962 года. Ту-22Р, 15-й отдельный дальнеразведывательный полк. Катастрофа.
- 29 августа 1962 года. Самолёт Ту-22Р зав. № 5082055. Отказ системы управления стабилизатором. Экипаж катапультировался, самолёт потерян.
- 10 октября 1962 года. Ту-22 ЛИИ МАП, Раменское. Авария.
- 27 июля 1963 года. Ту-22Р зав. № 2122015, 30 ОДРАП. Катастрофа, взрыв бортовой кислородной станции.
- 8 января 1964 года. Самолёт Ту-22Р (переделан из Ту-22А) зав. №5029025, налёт 113 часов. Катастрофа при испытаниях двигателей ВД-7М. Упал в пяти км. от аэр. Жуковский, экипаж погиб (Б. В. Половников, Н. Ф. Бочкарев, В. А. Неклюдов).
- 12 июня 1964 года. Ту-22Р, 15-й отдельный дальнеразведывательный полк ВМФ, Чкаловск. КК капитан Горохов Л. А. Через 6 мин после взлёта отметка самолёта пропала на экране РЛС П-35. Тело штурмана–оператора старшего лейтенанта Боровик Д. М. через 17 суток после катастрофы обнаружено на берегу Вислянской Косы в районе пункта Криница Морска. Причины АП не установлены.
- 24 декабря 1964 года. Чрезвычайное происшествие на аэродроме Чкаловск, 15 ОДРАП ВВС Балтийского флота. При гонке двигателей самолёт Ту-22Р (№13-05) сорвался с тормозных устройств и врезался в стоящие рядом Ту-22Р (№10-05) и Ту-22Р (№11-05). Все три самолёта сгорели.
- 13 апреля 1965 года. Авария Ту-22. Полёт по маршруту. Через 37 минут полёта возникла тряска самолёта, затем хлопок и появление дыма в кабине из воздуховодов СКВ, с последующим развитием пожара в хвостовой части фюзеляжа. Экипаж благополучно катапультировался, горящий самолёт после этого пролетел 17 км и упал. Причина отказа двигателя - разрушение подшипников опор ротора.
- 15 октября 1965 года. Авария Ту-22Р. В результате грубой посадки сложилась левая стойка шасси с последующим возгоранием рабочей гидравлической жидкости. Вследствие пожара в гондоле шасси самолёт получил значительные повреждения, экипаж невредим.
- 19 сентября (по другим данным - 9) 1966 года. Ту-22 ГК НИИ ВВС, Ахтубинск, командир лётчик-испытатель В. Чернов. Самолёт упал из-за продольной прогрессирующей раскачки, погиб командир и оператор, штурман спасся.
- 10 апреля 1967 года. Ту-22, 203-й тяжелый бомбардировочный полк. Катастрофа. После взлёта, при достижении скорости 450 км/ч (установлено по записи МС-61) на самолёте возникла тряска. КК прекратил набор высоты без выключения форсажей. В результате отвлечения внимания экипажа на определение отказа и полёта под нижней границей облаков (ок. 1700 м) лётчик допустил снижение с увеличением вертикальной скорости до 35 м/с и с углом тангажа —5°. Обнаружив снижение, летчик энергичным движением штурвала попытался вывести самолёт в горизонтальный полет, при этом возникла прогрессирующая продольная раскачка. На третьем периоде раскачки на высоте 600—700 м самолёт вышел на большую положительную перегрузку и разрушился. Все члены экипажа погибли.
- 22 апреля 1967 года. Ту-22РД, ГК НИИ ВВС, Ахтубинск, КК лётчик-испытатель В. Корчагин. Отказ генератора переменного тока с последующим пожаром. РП дал команду экипажу пройти над КДП, чтобы визуально убедиться в пожаре, затем команду на выход в зону покидания. В результате время было упущено, самолёт упал, экипаж в полном составе погиб.
- 5 октября 1967 года. Катастрофа в 290-м тяжелом бомбардировочном полку. При заходе на посадку после прохода ДПРМ заклинило управление стабилизатором, самолёт врезался в землю, экипаж погиб.
- 13 марта 1968 года. Катастрофа Ту-22П в 341-м тяжелом бомбардировочном полку. При заходе на посадку не вышла основная правая стойка шасси. Было принято решение сажать самолёт на левую и переднюю стойки шасси. По команде РП после выпуска закрылков бортовая сеть была переключена на питание от аккумуляторов, что автоматически привело к отключению демпферов тангажа. В результате на выравнивании, на высоте около 3-4 метров самолёт самостоятельно перешёл в набор высоты из-за предельно задней центровки (топливо было выработано до 40—42% САХ). Попытка лётчика удержать самолёт привела к продольной раскачке, выходу на закритические углы атаки, потере скорости и падению машины. Экипаж погиб.
- 22 марта 1968 года. Авария Ту-22К в 341-м тяжелом бомбардировочном полку. Самолёт был покинут экипажем по причине полной выработки топлива. В условиях СМУ самолёт был отправлен на запасной аэродром Зябровка, где местная ГРП, приняв подходящий к аэродрому Ту-16 на эшелоне 5400 м за Ту-22, фактически выдавала команды совсем другому экипажу.
- 23 марта 1968 года. Катастрофа Ту-22УД (48-04), взлёт с заводского аэродрома КАПО. Контрольно-приёмный полёт. При выполнении проверки на «обжатие» произошло флаттерное разрушение сначала руля направления, а затем киля и полное разрушение всего самолёта. Кабина с изуродованным экипажем упала отдельно.
- 10 января 1969 года. Катастрофа Ту-22Р, 199 огдрап. Вылет ночью на бомбометание на полигон Калиновка (Крым). После выполнения задания экипаж доложился и взял курс на аэродром, после чего связь была потеряна. Поиск результатов не дал, экипаж полгода считался пропавшим без вести, пока случайно не была обнаружена спасательная лодка оператора.
- 5 мая 1969 года. Катастрофа Ту-22, 199 огдрап. Вылет на разведку погоды. На взлёте отказ обоих двигателей. Выкатился по курсу взлёта на 700 метров и разрушился, экипаж погиб. Причины не установлены.
- 15 мая 1969 года. Катастрофа Ту-22. В процессе разбега, на скорости 335 км/ч произошло одновременное и мгновенное погасание форсажа обоих двигателей. КК прекратил взлёт. После схода на грунт, на удалении 397 м от торца ВПП произошло разрушение передней стойки шасси с отрывом колёс, с опусканием носа и его возгоранием. На расстоянии 600 м от торца ВПП и в 35 м левее ее оси горящий самолёт остановился. Штурман погиб в разрушенной и забитой землёй кабине. Оператор смог покинуть самолёт через аварийный люк, после чего пытался вытащить тяжело травмированного командира, но не смог.
- 9 июня 1969 года. Катастрофа Ту-22Р, 15 ОДРАП ВВС БФ, Чкаловск. Прерванный взлёт, после схода на грунт произошло разрушение заднего подкоса передней ноги шасси, стойка сложилась и самолёт ударился носовой частью фюзеляжа о грунт. Кабина загорелась. Лётчик и оператор погибли (удушье продуктами горения), штурман жив. Причина, побудившая КК прекратить взлёт, стала необычная вибрация и тряска кресла К-22, вероятно из-за незакрытия или самопроизвольного открытия замка фиксации кресла и висящего на тросе подъёмника.
- 25 июня 1969 года. 199 ОДРАП. Ночью, при выполнении полёта парой, ведомый врезался в ведущего. Экипаж ведущего п/п-ка Лиськова катапультировался в районе аэродрома, повреждённый самолёт после этого, управляемый автопилотом, ещё 52 минуты выполнял круги с левым креном, постепенно смещаясь к г. Нежину. Крен постепенно возрастал, и в районе городского ж/д вокзала самолёт свалился на крыло и упал в болото в 500 метрах от станции. Между тем КК ведомого самолёта капитан Феоктистов благополучно катапультировался, бросив свой экипаж в падающем самолёте - оператор и штурман, не дождавшись команды на покидание, погибли вместе с самолётом.
- 25 сентября 1969 года. Катастрофа Ту-22П 203 тбап. Взлёт с аэродрома Кубинка. Отметка самолёта на ИКО обзорного радиолокатора пропала на удалении 16—17 км от аэродрома взлета. По данным СОК, самолёт введён в раскачку и разрушился от нерасчетных перегрузок (3,5).
- 2 октября 1969 года. Авария Ту-22П в 43-м Центре боевого применения и переучивания. Облёт самолёта после 100-часовых регламентных работ и комплекса доработок. В конце разбега по ВПП, после взятия лётчиком штурвала на себя самолёт вошёл в продольную раскачку, выполнил шесть полных колебаний, на седьмом набрал высоту 1000 м, с потерей скорости с 550 до 220 км/ч. Экипаж в верхней точке катапультировался. Самолёт упал на скотный двор, принеся значительный материальный ущерб. Причина лётного происшествия - заводская бригада доработчиков перепутала фазировку питания демпферов тангажа. Проверка демпферов после монтажа выполнена формально. Перед облётом не было обруливания и пробежки самолёта. Виновники: бригада казанского авиазавода, командование полка и АЭ, командир корабля.
- 2 июля 1970 года. Катастрофа Ту-22Р 15-го ОДРАП, Чкаловск. Выкат за ВПП на 800 метров в результате ошибки в технике пилотирования.  Штурман корабля, заместитель командира АЭ по политической части майор Федотов А. К. погиб, КК и оператор невредимы.
- 24 июля 1970 года. Авария Ту-22К.
- 19 августа 1970 года. Авария Ту-22К, 121 тбап. КК капитан Федяев. Полёт в район Белого моря на тактический пуск ракеты (нанесение удара по АУГ в составе группы). Через 1 час 2 минуты полёта появился левый крен из-за нарушения поперечной центровки, затем сильно начала смещаться продольная центровка. Экипаж прекратил выполнение задания и успешно покинул самолёт. Причина аварии: потеря продольной управляемости из-за утечки 9-10 тонн топлива за последние 11 мин. полета из топливной магистрали передних баков и смещения центровки назад с 36 до 57% САХ. Ввиду разрушения самолёта место утечки топлива не установлено.
- 20 апреля 1971 года. 15 ОДРАП, аэр. Чкаловск, катастрофа Ту-22Р №34. Полет по заданию №62, 4-й задачи КБП-67 Ту-22Р ав. ВМФ «летно-тактическое учение авиаполка» с задачей воздушной разведки аэродромов и кораблей с последующим минометанием на полигоне. Через 1 ч. 06 мин полёта возник пожар левого двигателя, прогар камеры сгорания и пережёг тросов управления правым двигателем. Экипаж катапультировался и подобран из воды проходящим польским траулером, кроме штурмана корабля, который считается погибшим.
- 26 апреля 1971 года. Катастрофа Ту-22К, 121 тбап. Самолёт упал в районе ДПРМ на ночных полётах, ввиду ошибки пилотирования, выразившейся в потере высоты и снижении ниже глиссады. Причиной ошибки стал длительный перерыв КК в пилотировании при минимуме погоды ночью.
- 7 января 1972 года. 30 ОДРАП, Саки. Катастрофа Ту-22ПД №25, КК Н. Я. Потлов. Командир выполнял первый самостоятельный ночной полёт, от волнения на пробеге забыл убрать РУДы на МГ и самолёт выкатился за пределы ВПП, штурмана от сильной тряски катапультировало в грунт и он погиб. Самолёт списали.
- 13 марта 1973 года. Авария самолёта Ту-22П. Приземление на повышенной скорости, выкат за пределы ВПП 750 метров, столкновение с ограждением аэродрома и затем с домом местного жителя. Экипаж невредим, самолёт восстановлен силами ИТС полка.
- 21 мая 1973 года. 241 тбап, катастрофа Ту-22К.
- 22 мая 1973 года. Катастрофа Ту-22К в 203-м тбап.
- 22 мая 1973 года. Авария Ту-22Р, 30 ОДРАП, КК м-р В.Е. Городянко. Пожар двигателя после третьего разворота, все катапультировались в море, живы.
- 24 мая 1974 года. Ту-22П 203 тбап, катастрофа.
- 5 сентября 1974 года. Авария Ту-22Р в 15 ОДРАП. Перегон машины с аэродрома Остров на Чкаловск. Через 90 сек после взлета, в наборе высоты на Н=3000м и в V= 700 км/ч началось падение напряжения в электросети самолёта. После обнаружения отказа всей системы электропитания и утраты возможности контролировать работу всех систем, оборудования самолёта и двигателей экипаж покинул самолёт. Самолёт, пролетев от места приземления экипажа около 7 км, разрушился в воздухе и взорвался.
- 30 октября 1974 года. Катастрофа в 30 ОДРАП, Саки, самолёт Ту-22РД №24. Экипаж, в составе: командир корабля — заместитель начальника отдела БП ВВС ЧФ полковник В. Ф. Фесенко, штурман корабля — инспектор отдела БП ВВС ЧФ м-р ШК В. Н. Самсоненко, начальник службы РЭБ авиационной эскадрильи полка — оператор к-н Е. А.Кузнецов. Самолёт пропал в полёте над морем, обстоятельства трагедии — неизвестны.
- 10 февраля 1975 года. Авария Ту-22П. В процессе посадки КК перепутал БВПП с резервной грунтовой ВПП, попытался уйти на второй круг, но передумал и пошёл на посадку с полуубранными шасси и закрылками. В процессе пробега стойки сложились, самолёт прополз по бетону и грунту 1750 м. Экипаж невредим, самолёт поломан.
- 6 июня 1975 года. Катастрофа Ту-22У в 30 ОДРАП. Через 14 мин после взлета с АС Саки на высоте около 4800 произошло разрушение и пожар левого двигателя, что привело к мгновенному нарушению управления самолётом и его беспорядочному падению. Оператор капитан Смирнов В. Г. катапультировался и был подобран с воды силами ПСС.
- 2 апреля 1976 года. Катастрофа Ту-22Р 199 огдрап. Вылет на бомбометание на полигон Карангайский. При сбросе серии из шести ФОТАБ-250-215 одна бомба взорвалась в самолёте, разломив его пополам. Штурман погиб, командир и оператор при катапультировании получили травмы. По результатам расследования АП бомбы ФОТАБ-250-215 были сняты с вооружения.
- 16 июля 1976 года. Катастрофа.
- 18 мая 1977 года. Авария Ту-22Р.
- 23 июня 1977 года. Катастрофа Ту-22Р №56, 30 ОДРАП, Саки. Экипаж: Р. Д. Сапронов, А. Н. Филиповский, Г. М. Голофаев
- 12 апреля 1978 года. Катастрофа Ту-22Р, КК капитан Михалев. При полёте на малой высоте в боевом порядке пары ведомый отстал от ведущего. При попытке догнать не справился с управлением и врезался в землю (также имеется альтернативная неподтверждённая версия катастрофы).
- 13 июня 1978 года. Катастрофа Ту-22Р в 15 ОДРАП ВВС БФ, аэродром Чкаловск. В процессе разбега на удалении 1783 м от начала ВПП самолёт резко увеличил угол атаки, коснулся ВПП хвостовой пятой и стабилизатором и через 67 м отделился от ВПП с углом 13 – 14 градусов. После отрыва самолёт перешел в набор высоты с углом 30 – 40 градусов около 50 м, затем с левым креном перешел на снижение, и на удалении 600 м от торца ВПП в 150 – 200 м левее ее оси столкнулся с землёй, разрушился и сгорел. Экипаж погиб. Причина АП - отказ продольного управления самолётом вследствие рассоединения рессоры нижнего гидромотора со шлицевой муфтой рулевого привода управляемого стабилизатора из–за выпадения стопорного кольца, в связи с неправильной его установкой заводом–изготовителем (предприятие п/я В- 2293). Рулевой привод находился на заводской гарантии.
- 7 декабря 1978 года. Катастрофа Ту-22У в 15 ОДРАП, аэр. Чкаловск. Полет в зону на отработку техники пилотирования. Через 19 мин после взлета при выполнении разворота в конечной точке зоны на высоте 11300 м и скорости полета 950 км/ч экипаж доложил о проходе контрольной точки и высоте полета, а через 3 мин после этого обломи разрушенного в воздухе самолёта в радиусе около 6,5 км упали в море в непосредственной близости от кораблей флота, находившихся в 35 км северо – западнее г. Лиепая. Причина катастрофы не установлена.
- Авария 18 января 1979 года, Озёрное, 341-й авиационный полк. Самолёт Ту-22КД с подвешенной ракетой, КК п-к Витязев. На посадке возникло «галопирование» тележки левой стойки шасси с её последующим разрушением. Самолёт получил значительные повреждения.
- 5 сентября 1979 года. Катастрофа Ту-22У в 290 тбап.
- 28 мая 1980 года. Катастрофа Ту-22У.
- 29 января 1981 года. Катастрофа Ту-22У.
- 29 апреля 1981 года. Катастрофа Ту-22Р, 290 тбап.
- 14 июля 1982 года. Катастрофа Ту-22Р №92 в 15-м ОДРАП. Облёт после регламентных работ. Через 58 мин после взлета, при выполнении правого разворота в процессе проверки управления самолёта на сверхзвуковой скорости нарушилось его управляемость с одновременным увеличением крена и потерей высоты. Экипаж катапультировался на недопустимо малой высоте, оператор РТР остался жив, КК и ШК погибли.
- 20 августа 1982 года. Авария Ту-22К. Посадка с перегрузкой 2,05 на хвостовую пяту, повреждения хвостовой части фюзеляжа. Причина ЛП - слабые навыки лётчика в технике пилотирования. Самолёт восстановлен силами ТЭЧ.
- 10 января 1983 года. Метеоусловия - СМУ, дождь, нижняя кромка 350 метров. Заход на посадку ниже глиссады. При пролете железнодорожного полотна, расположенного в 396 м от торца ВПП с МК посадки 222°, самолёт столкнулся тележкой правой стойки шасси с воздухозаборником шахты вентилятора вагона рефрижераторного поезда. Стойка подломилась, в процессе пробега на удалении 800 метров самолёт лег на законцовку правой плоскости, сошел на грунт и на удалении 2100 от торца остановился. Экипаж невредим.
- 29 мая 1984 года. Катастрофа Ту-22Р и Ту-22Б в 290 ОДРАП.
- 30 августа 1985 года. Авария Ту-22У, КК капитан Панин. Заход с проходом над ВПП. После пролёта ДПРМ, на высоте 140—130 м при скорости 380 км/ч, в процессе разгона самолёта, уборки шасси, закрылков и установки РУД на МБФР возникла тряска самолёта и падение оборотов правого двигателя. Выполнена экстренная посадка с гладким крылом и на недовыпущенные стойки шасси на грунт. На удалении 600 м от конца БВПП самолёт ударился о бруствер курсового радиомаяка системы СП-68 с разворотом вправо на 20°, а затем о каменный угол здания этого маяка, получил повреждения и загорелся. Экипаж покинул самолёт.
- 12 августа 1986 года. Авария Ту-22У, 199 ОДРАП. Облёт самолёта после 24-месячных регламентных работ. Посадка на недовыпущенные стойки шасси в результате ошибочных действий и нарушений инструкции экипажу.
- 29 августа 1986 года. Авария Ту-22К, 341 тбап, Озёрное. Посадка «на брюхо» на БВПП. Грубое нарушение Инструкции экипажу самолёта Ту-22 и карты контрольных докладов. Самолёт получил сильные повреждения, экипаж невредим. Ввиду невозможности дальнейшей эксплуатации подремонтированный самолёт установили в качестве памятника в гарнизоне.
- 28 мая 1987 года. 290 орап, Зябровка, Ту-22РД №37 (27-05), КК командир отряда м-р Емельянович. Вылет парой на визуальную разведку на истинной высоте 450м и скорости 600км/ч. В процессе выполнения задания ведущий м-р Емельянович снизился до 150 м, попал в снежный заряд и столкнулся с деревьями. Экипаж погиб. Причина АП: грубое нарушение экипажем заданного режима полета, самовольное снижение на высоту менее безопасной и потеря контроля за высотой полета при попадании самолёта в снежный заряд.
- 6 июля 1987 года. Авария Ту-22П, 199 ОДРАП, аэродром Нежин. Посадка с недовыпущенным шасси.
- 19 января 1990 года. Авария Ту-22РДМ.
- 23 мая 1990 года. Катастрофа Ту-22Р, 30 ОДРАП.
- 8 октября 1991 год. ?? Ту-22Б.
- 24 июля 1992 года, 290 ОДРАП, катастрофа. Самолёт Ту-22У №30, экипаж: инструктор п/п-к В. Оськин, КК Степченков, ШЭ м-р Н. Иванов. Пожар двигателя.
- 1992 год, авария. Самолёт Ту-22РДМ серийный номер 47-04, бортовой №12, 2 аэ 290 одрап, Зябровка. Грубая посадка, самолёт разрушен, не восстанавливался, экипаж жив.

### Чрезвычайные проишествия
Предыстория.
Весной 1983 года в период с 19 по 25 марта проводились учения авиации «Удар-83». Тема учения: «Планирование и организация боевых действий ВА ВГК по разгрому авиационных и авианосных группировок противника с выполнением маневра частью сил на другой (южный) ТВД». В ходе учений 203-й гв. тяжелый бомбардировочный авиационный полк перелетел на аэродром рассредоточения Моздок, для последующего нанесения ракетного удара (тактического, без реальных пусков) по полигону. 
Обстоятельства АП:
24 марта 1983 года, самолёт Ту-22К борт № 63, командир корабля — зам. командира авиационной эскадрильи по политчасти майор Михаил Чижов, ведущий ударной группы Ту-22. Экипаж — штурман ст. л-т Дроздецкий, оператор РТС к-н Мерзликин; 203-й тяжелый бомбардировочный полк (Барановичи).
Выполнялся ночной вылет полка в рамках дивизионных учений с аэродрома Моздок, с выполнением тактических пусков крылатых ракет по цели на Каспии. По условиям учений полеты должны были проходить в условиях полного радиомолчания от момента запуска двигателей до посадки.
Уже после получения предполетных указаний командованием было принято экстренное решение о смене курса взлета на обратный из-за смены направления ветра. Экипаж м-ра Чижова команду о смене курса скорее всего не расслышал или не понял. В результате экипаж выполнил взлёт с противоположным курсом и далее следовал по маршруту с использованием инерциальной навигации. Поэтому весь полёт получился в «зеркальном отражении». 
Командир дивизии генерал Нестеров Г. Д. после предполётных указаний решил руководить полетами лично, отстранив ранее назначенного от полка руководителя полётов. После взлета экипажа Чижова генерал Нестеров не определил по экранам радиолокаторов, что этот экипаж выполняет схему отхода от аэродрома на маршрут с отклонением на 180 градусов, а группа руководства полетами помощи генералу не оказала (скорее всего, не захотели связываться).
В РЦ УВД также не заметили, что один экипаж уходит в южном направлении, без заявки. 
Тактический пуск ракеты экипаж выполнил вместо полигона на Каспии по случайной цели в Азовском море.
В 2 часа 48 минут РЦ УВД Тбилиси информирует КП ПВО о самолёте нарушителе, следующем в направлении госграницы.
В 2 часа 53 минуты истребители подняты в воздух с аэродрома Сайдар на перехват нарушителя. Однако в это время, согласно полётному заданию и тактической игре учений оператор РТС Мерзликин ставит пассивные помехи из автоматов КДС-16ТМ, в результате чего перехватчики потеряли цель и вернулись обратно на аэродром вылета.
В 2 часа 58 минут экипаж Ту-22 пересёк госграницу СССР и начал углубляться в воздушное пространство Ирана. После пересечения границы самолёт случайно вышел точно на международную трассу и по ней долетел до г. Мешхед (это второй по величине город в стране и крупный международный аэропорт). Здесь штурман дал команду на снижение в зону аэродрома, думая, что находится у Барановичей. Командир корабля ответил: «никаких снижений, пока не пойму, где мы». Далее со слов Вячеслава Мерзликина:
Встали в круг. С командиром корабля запрашивали на 1-м, 5-м и 20-м каналах УКВ радиосвязи. Всех, кто нас слышит, чтобы определить место самолёта. Никто не отвечал. Я перешёл в КВ связь. Вышёл на «Комету» (это специальная связь для определения местоположения самолётов ДА). Не отвечает, и так до десяти раз. На 4350 КГц тоже молчат. Я включил по команде командира корабля сигнал «Бедствие».
В это время начался восход Солнца. Командир корабля обратил внимание, что восход почему то на Западе, а не на Востоке. Принял решение ориентироваться по Солнцу и идти относительно его на Север. При этом командир советовался с оператором, а штурман корабля от выработки решения самоустранился (молчал).  
Через некоторое время запросы терпящего бедствие самолёта услышал диспетчер с аэродрома Мары-2 и дал пеленг на дальний привод аэродрома. Так как сменились коды опознавания, были подняты истребители на перехват и сопровождение Ту-22. Несмотря на аварийный остаток топлива командир корабля перед посадкой выполнил проход над полосой, чтобы визуально убедиться в принадлежности аэродрома. После посадки командир доложил по телефону о происшествии на КП ДА. 
В общей сложности советский ракетоносец с крылатой ракетой на борту летал над Ираном 2 часа 6 минут, и только по счастливой случайности остался незамеченным средствами ПВО Ирана, а СССР чудом избежал международного скандала.
В результате этого проишествия командир корабля был отстранён от должности ЗК аэ по ПЧ, продолжал летать, но после выхода на пенсию скоропостижно умер от сердечного приступа. Штурман корабля был переведён в другой полк. Оператору никаких наказаний не последовало. А 203-й гвардейский ТБАП получил к своему наименованию неофициальную приставку — «Иранский».
Ссылка на видео на Mail.ru: «Как Ту-22 заблудился в Иране. Столкновение с поездом. 203-й бройлерный полк»

## Бывшие эксплуатанты

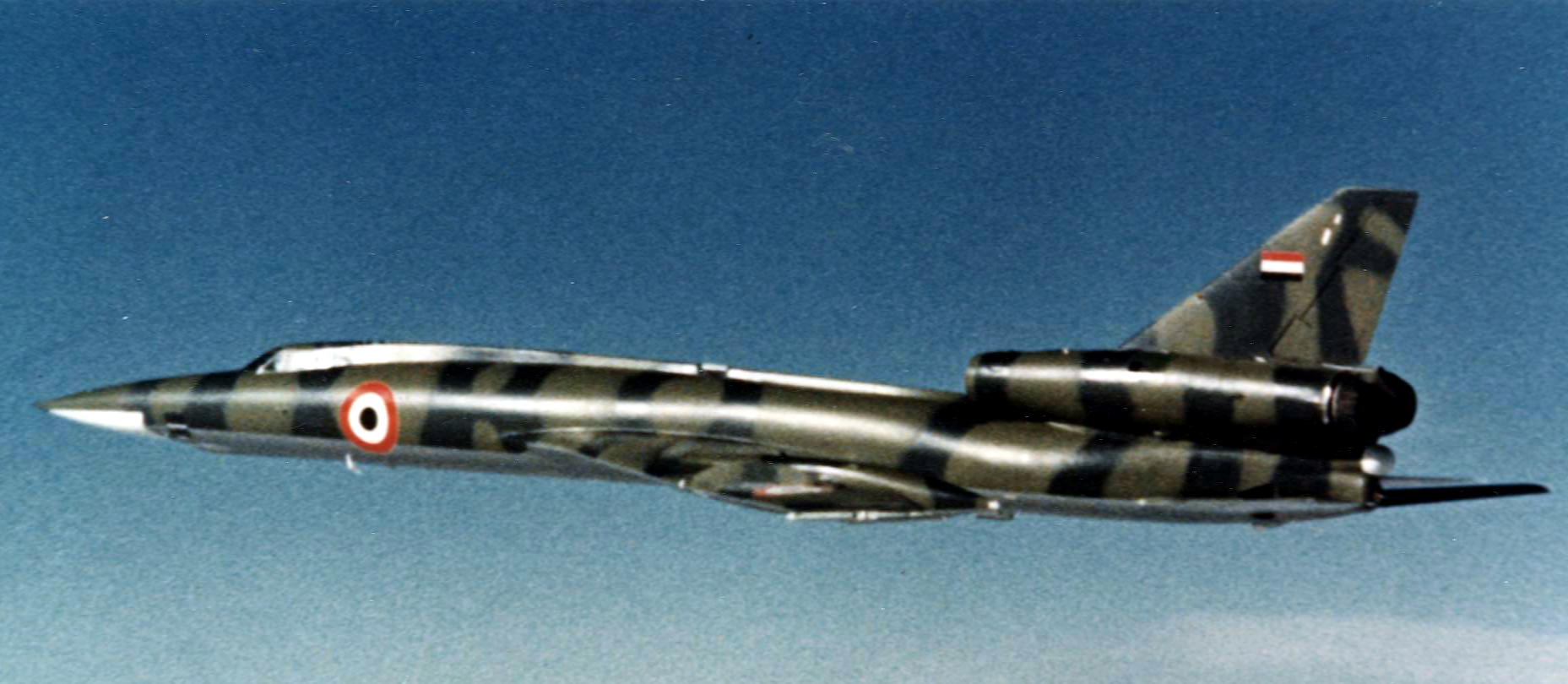
Ту-22 ВВС Ливии в характерной камуфляжной окраске

- СССР — далее перешли в состав ВВС России, Украины.
- Украина — Воздушные силы Украины, последний вылет самолётов этого типа в 1998 году.
- Ирак — в 1979 году ВВС Ирака получили 10 бомбардировщиков Ту-22Б и 2 учебных Ту-22У. В 1981 году к ним присоединилось 4 ракетоносца Ту-22К[23][24].
- Ливия — 14 Ту-22Б и 2 Ту-22УД были поставлены в 1979 году. Последний вылет самолётов этого типа в ВВС Ливии состоялся в 1992 году.